# Bodhisattva
Bodhisattva (sanskrit : बोधिसत्त्व (devanāgarī), IAST : bodhisattva ; pâli : bodhisatta ; chinois traditionnel : 菩薩 ; chinois simplifié : 菩萨 ; pinyin : púsà ; japonais : 菩薩 (bosatsu) ; thaï : พระโพธิสัตว์ ; coréen : 보살 (bosal (hanja : 菩薩)) ; tibétain : བྱང་ཆུབ་སེམས་དཔའ།, Wylie : byang-chub sems-dpa’, THL : changchub sempa ; vietnamien: Bồ Tát (菩薩)) de sattva « être », bodhi « éveil », est un terme sanskrit qui désigne dans le bouddhisme hinayana un bouddha avant que celui-ci ait atteint l'éveil.
Dans le bouddhisme mahayana, il désigne celui qui a formé le vœu de suivre le chemin indiqué par le bouddha Shakyamuni, a pris le refuge auprès des trois joyaux (Bouddha, Dharma et Sangha) et respecte strictement les disciplines destinées aux bodhisattvas, pour aider d'abord les autres êtres sensibles à s'éveiller, retardant sa propre libération par compassion.

Selon l’Avataṃsaka sūtra, il existe cinquante-deux niveaux (ou étapes de formation) de bodhisattvas : dix degrés de la foi, dix degrés de la demeure, dix degrés de la pratique, dix degrés du transfert de mérites, dix terres, éveil correct et équivalent, et éveil merveilleux. Au début se trouvent les novices qui apprennent les théories en les mettant en pratique, ils doivent s'entraîner pendant trois grands kalpas d'après le Mahāyāna pour devenir bouddhas, et au bout du chemin se situent les grands bodhisattvas tels qu'Avalokiteshvara et Manjushri qui, ayant déjà été bouddhas dans le passé, reviennent dans notre monde en jouant le rôle de bodhisattva pour faciliter le progrès et l'éveil de ceux qui le veulent de leur plein gré.

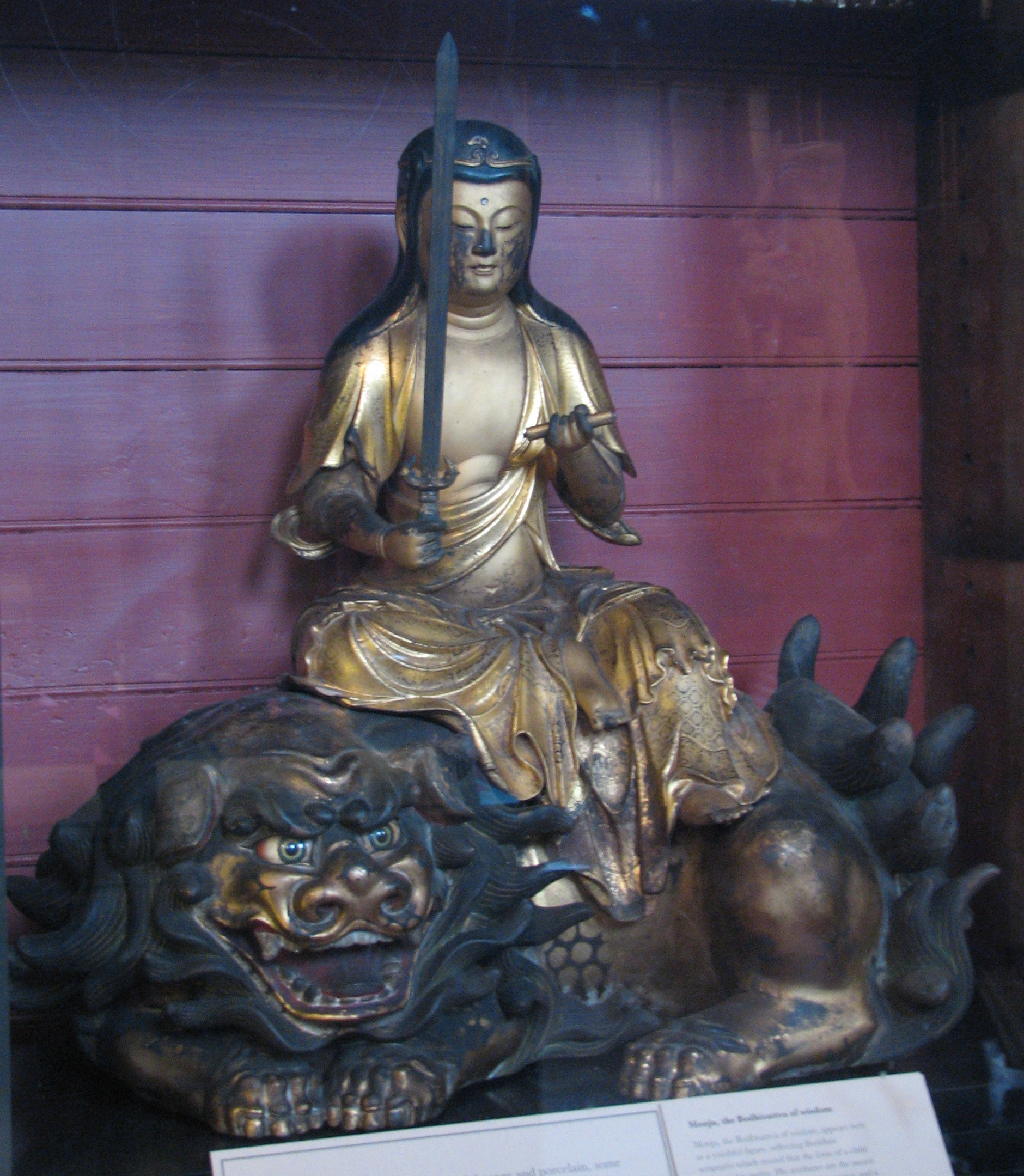
Le Bodhisattva Manjusri (bronze japonais du).

## Naissance du bodhisattva
Le bouddhisme primitif connaissait les quatre êtres nobles, quatre étapes de plus en plus avancées sur la voie de l'éveil ; la dernière, qu’il faut atteindre pour arriver au nirvana, est celle d’arhant (ou arhat). Très tôt, si l’on en croit l’histoire des conciles bouddhiques, des disciples mentionnés collectivement sous le nom de « grande assemblée » (mahāsanghika) contestèrent la qualité des arhants en faisant remarquer qu’ils conservaient encore trop d’imperfections.
Parallèlement, le terme de bodhisattva, non clairement explicité, apparaît dans le Majjhima Nikaya, l'Anguttara Nikaya et le Samyutta Nikaya, utilisé exclusivement par Gautama lui-même lorsqu'il fait référence à ses existences antérieures ou son séjour au paradis Tushita (« Quand j’étais Bodhisattva… »). Un passage du Sutta Nipata donne un peu plus de précisions, indiquant qu’il s'agit d’une voie dans laquelle Gautama s’est engagé volontairement par compassion.

## Premières images des bodhisattvas

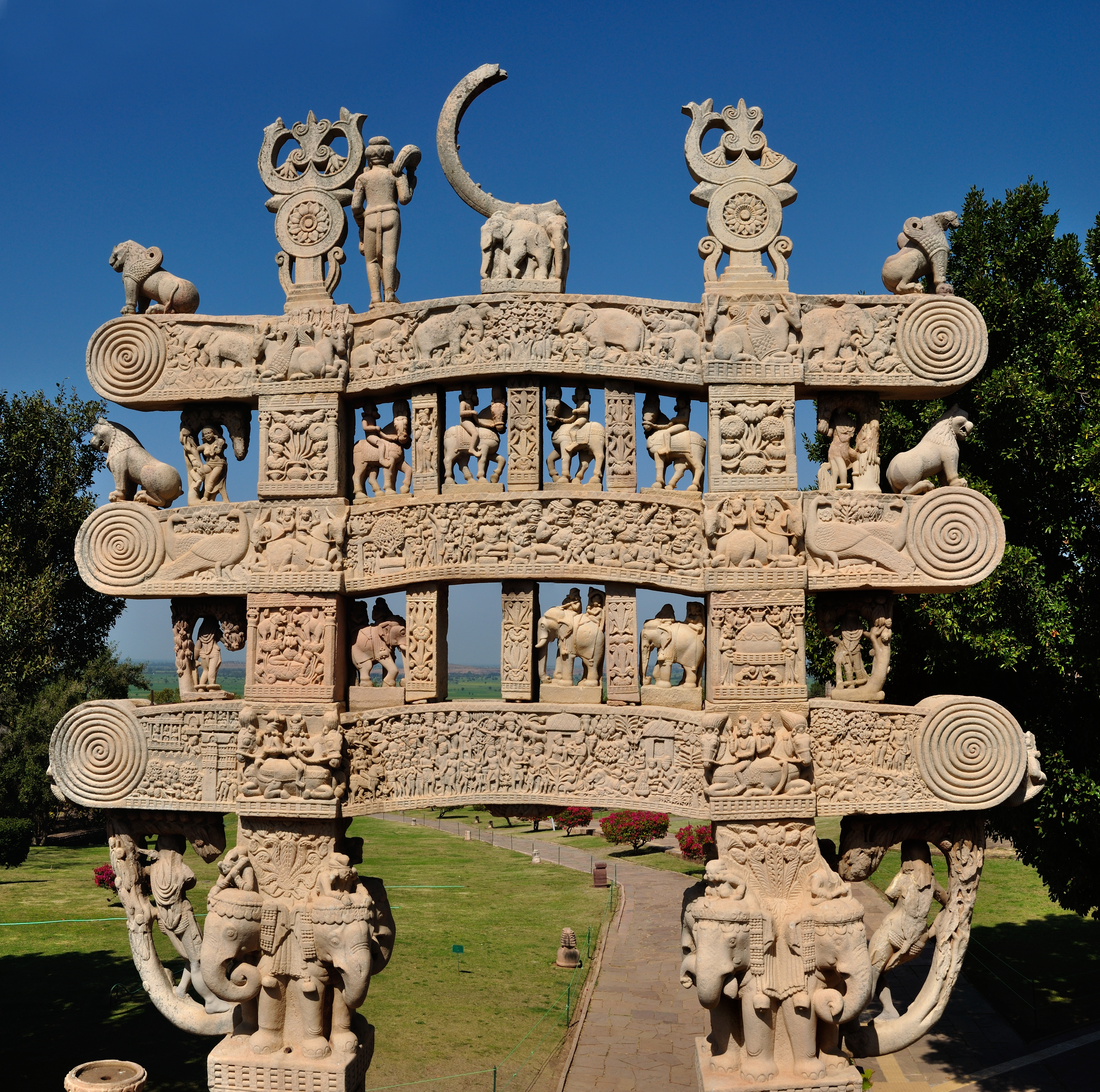
Le jataka du Bodhisattva Vessantara. Torana Nord du grand stupa 1, Ier siècle av. J.-C. Sanchi, Madhya Pradesh
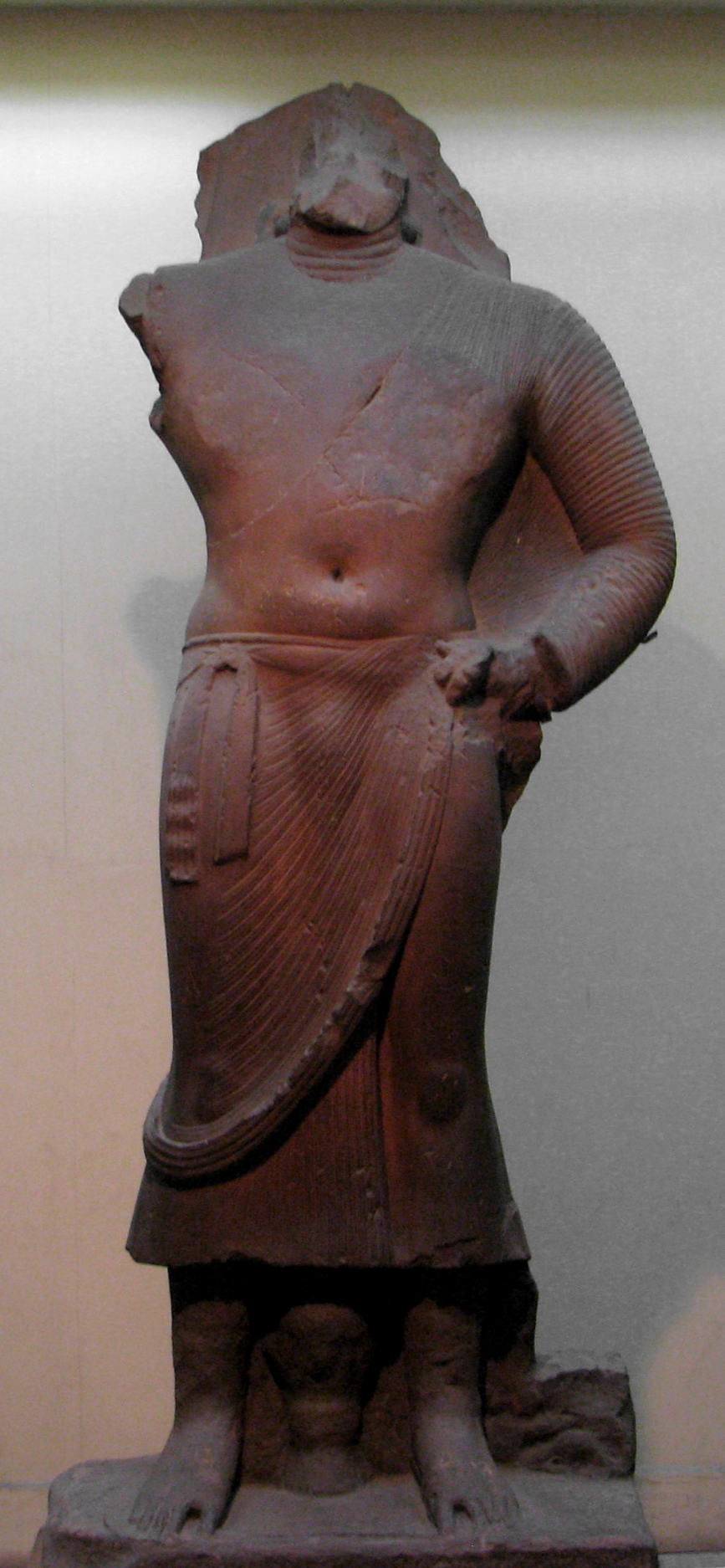
Bodhisattva (semblable au bodhisattva du moine Bala daté 81, musée de Sarnath). Grès rouge, Mathura. Fin Ier siècle. Musée indien, Calcutta
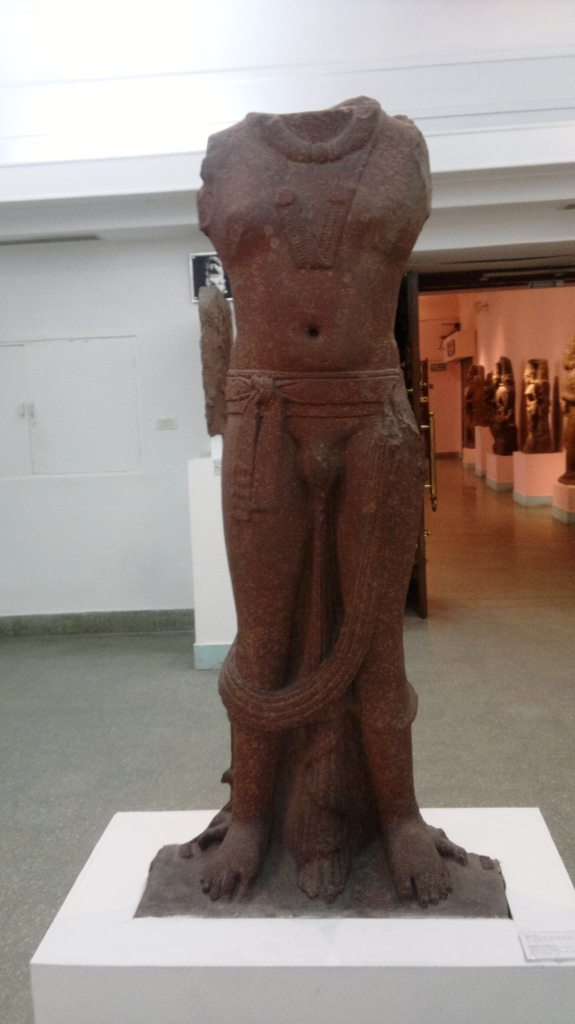
Bodhisattva, Mathura. Empire Kouchan, début IIe siècle. Grès rouge tacheté. Musée national , New Delhi
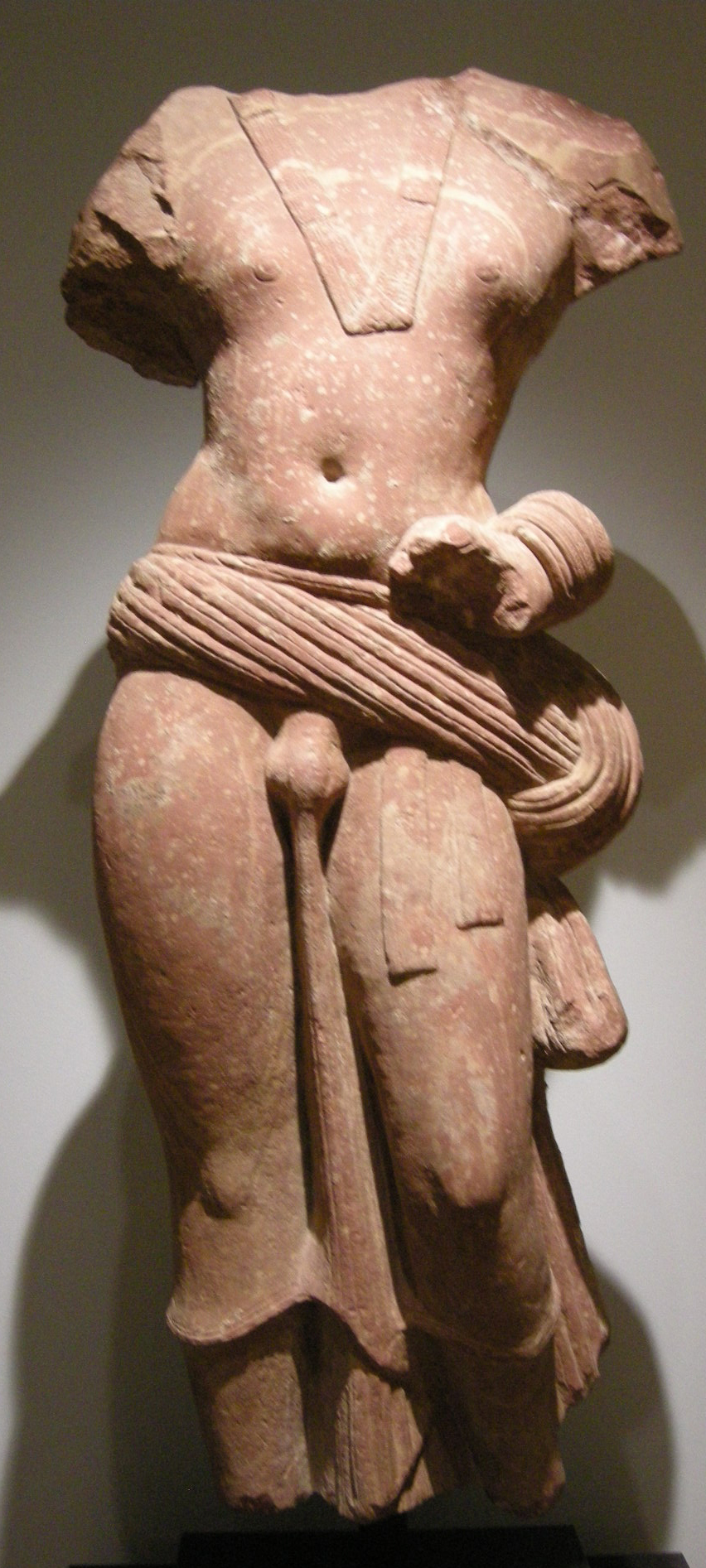
Bodhisattva. empire kouchan. Mathura, IIe siècle. Grès rose. National Museum of Victoria, Melbourne, Australie
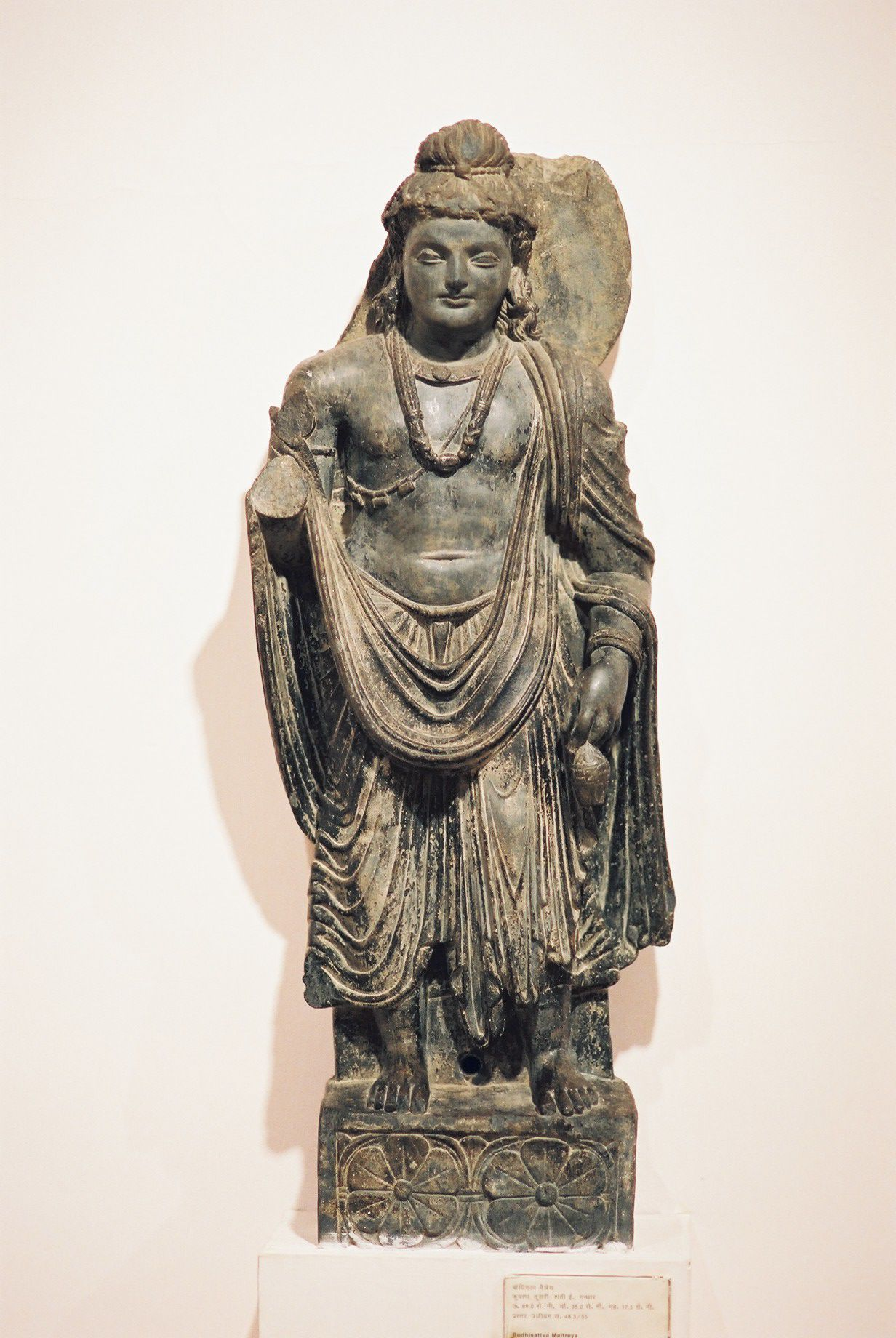
Bodhisattva Maitreya. Gandhara. Schiste vert. Musée national, New Delhi
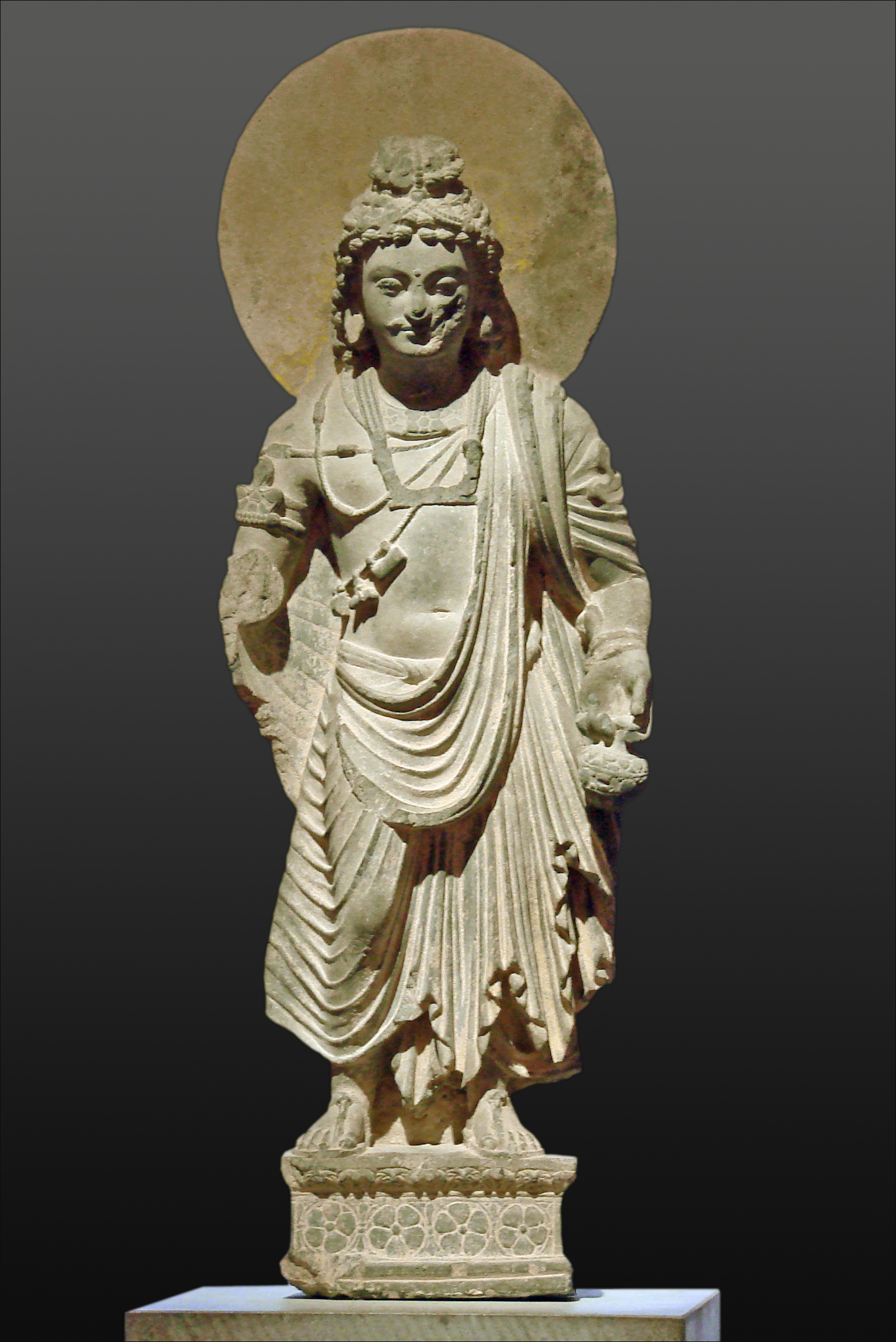
Le bodhisattva de l'avenir, Maitreya debout. Schiste, H. 85 cm. Ier – IIIe siècle. Shahbaz-Garhi. Musée Guimet
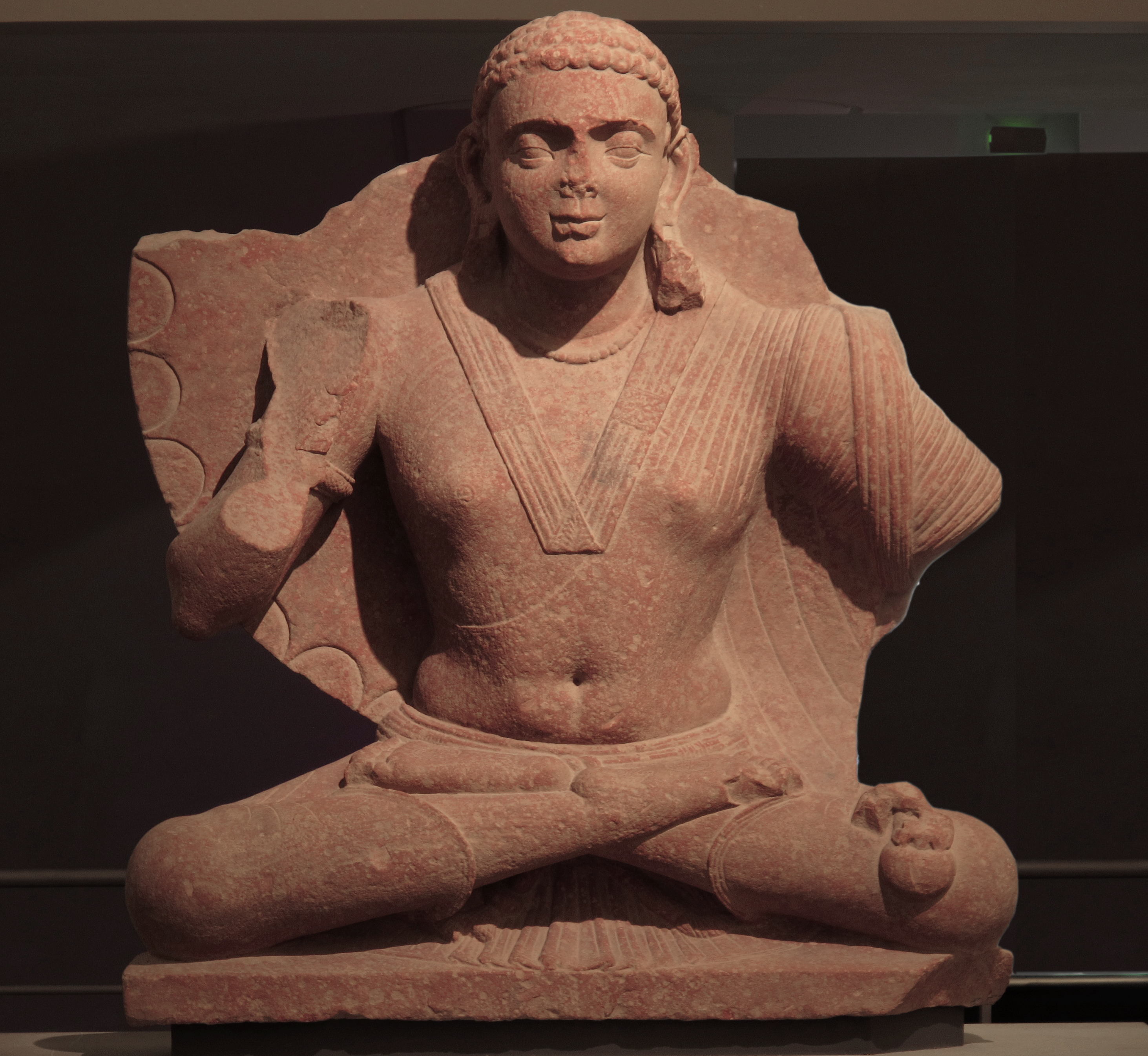
Maitreya. Mathura, Kouchan, fin Ier ou première moitié  IIe siècle. Grès rouge, H. 115 cm. Musée Guimet
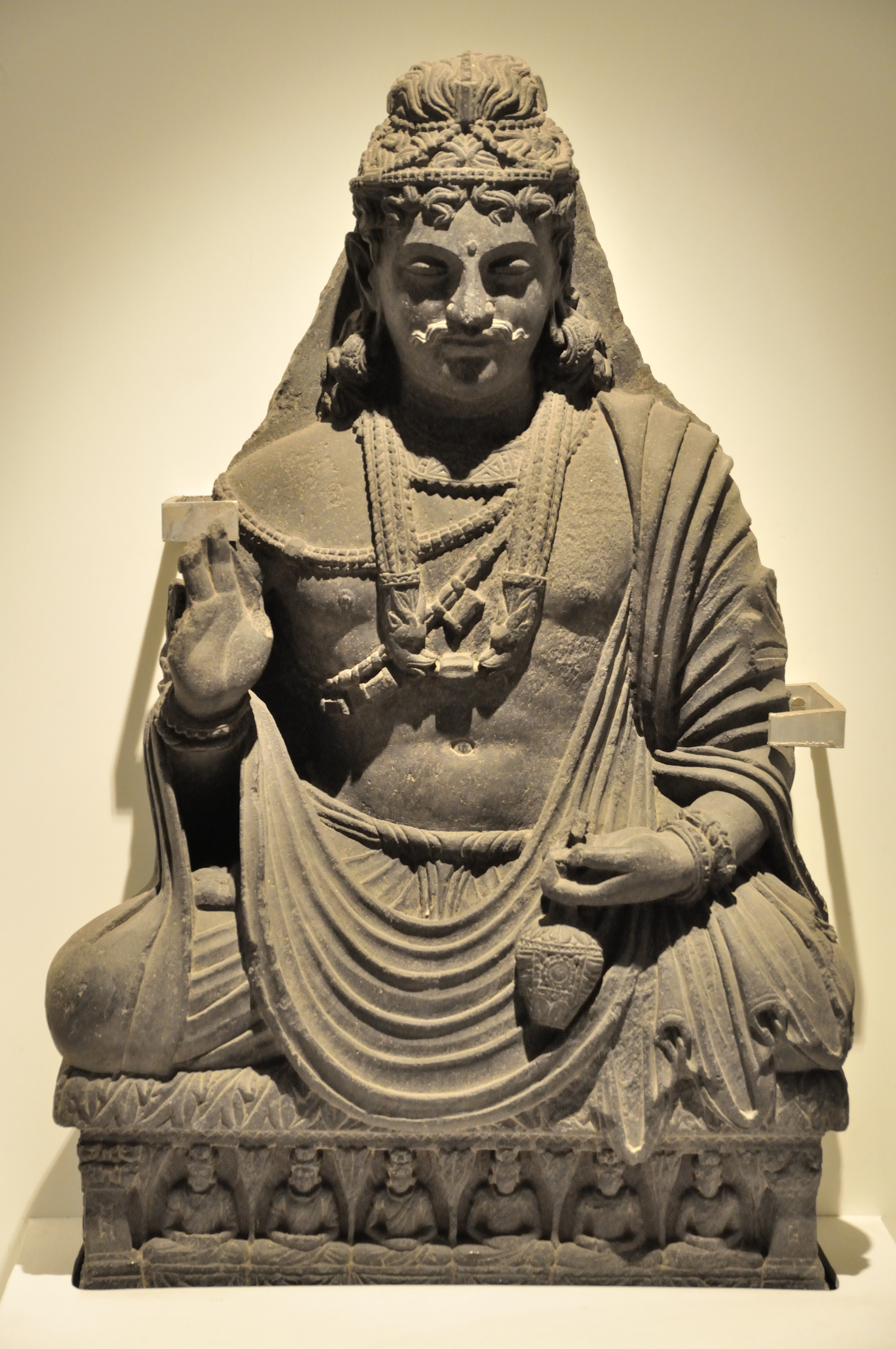
Maitreya. env. IIe siècle. Loriyan Tangai, Gandhara. Musée indien Calcutta
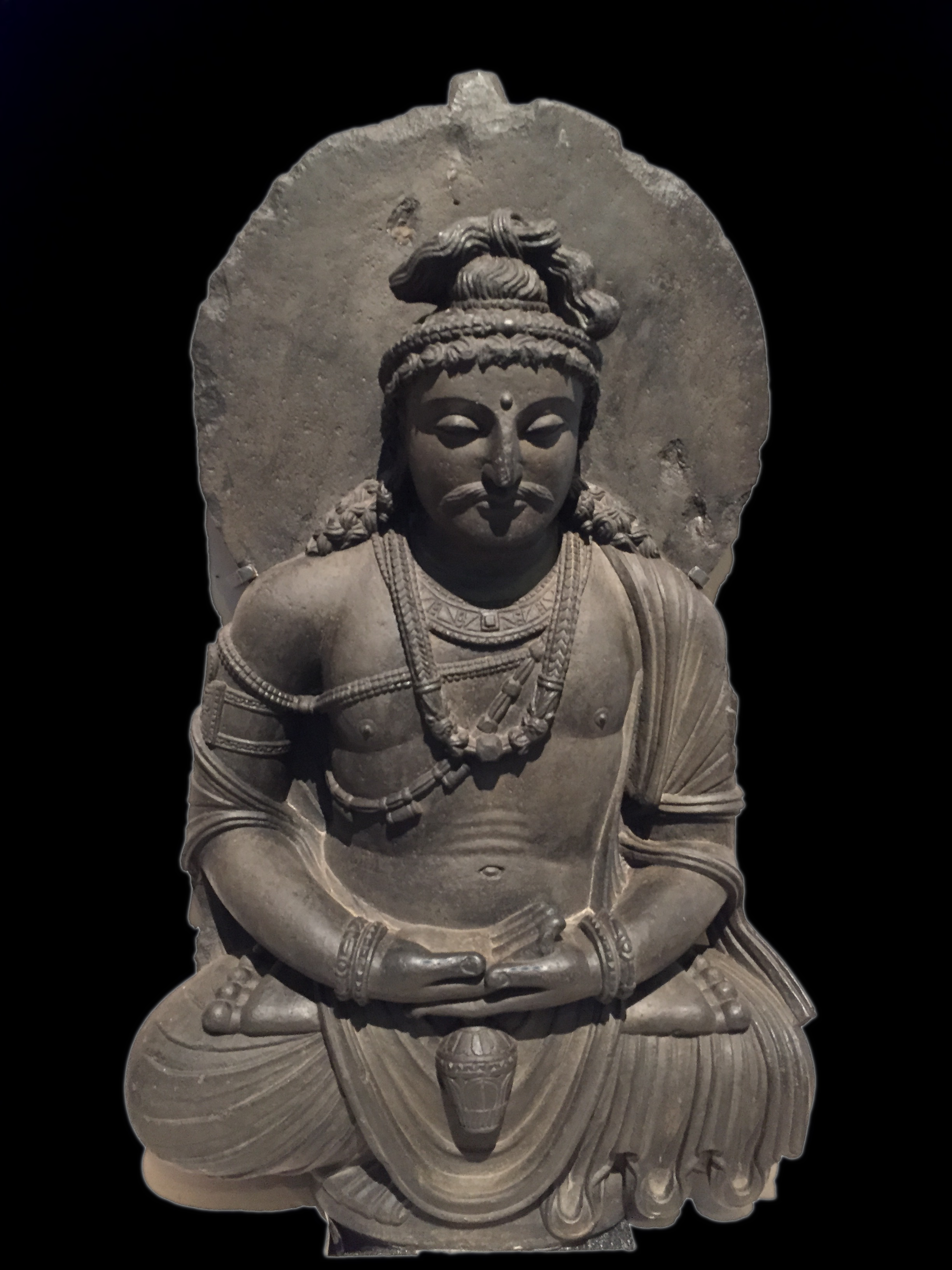
Maitreya. env. IIe siècle. Loriyan Tangai, Gandhara. Musée indien, Calcutta
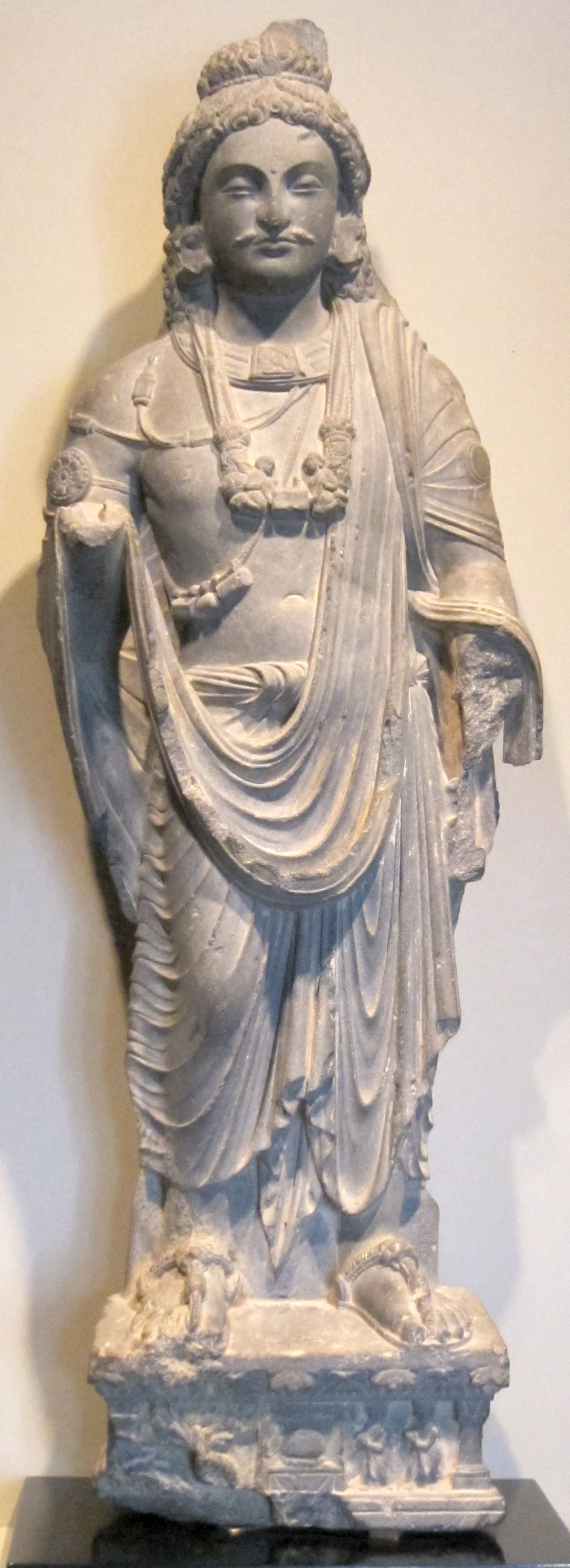
Bodhisattva. Schiste IIIe siècle. Gandhara (Pakistan ou Afghanistan). Honolulu Museum of Art
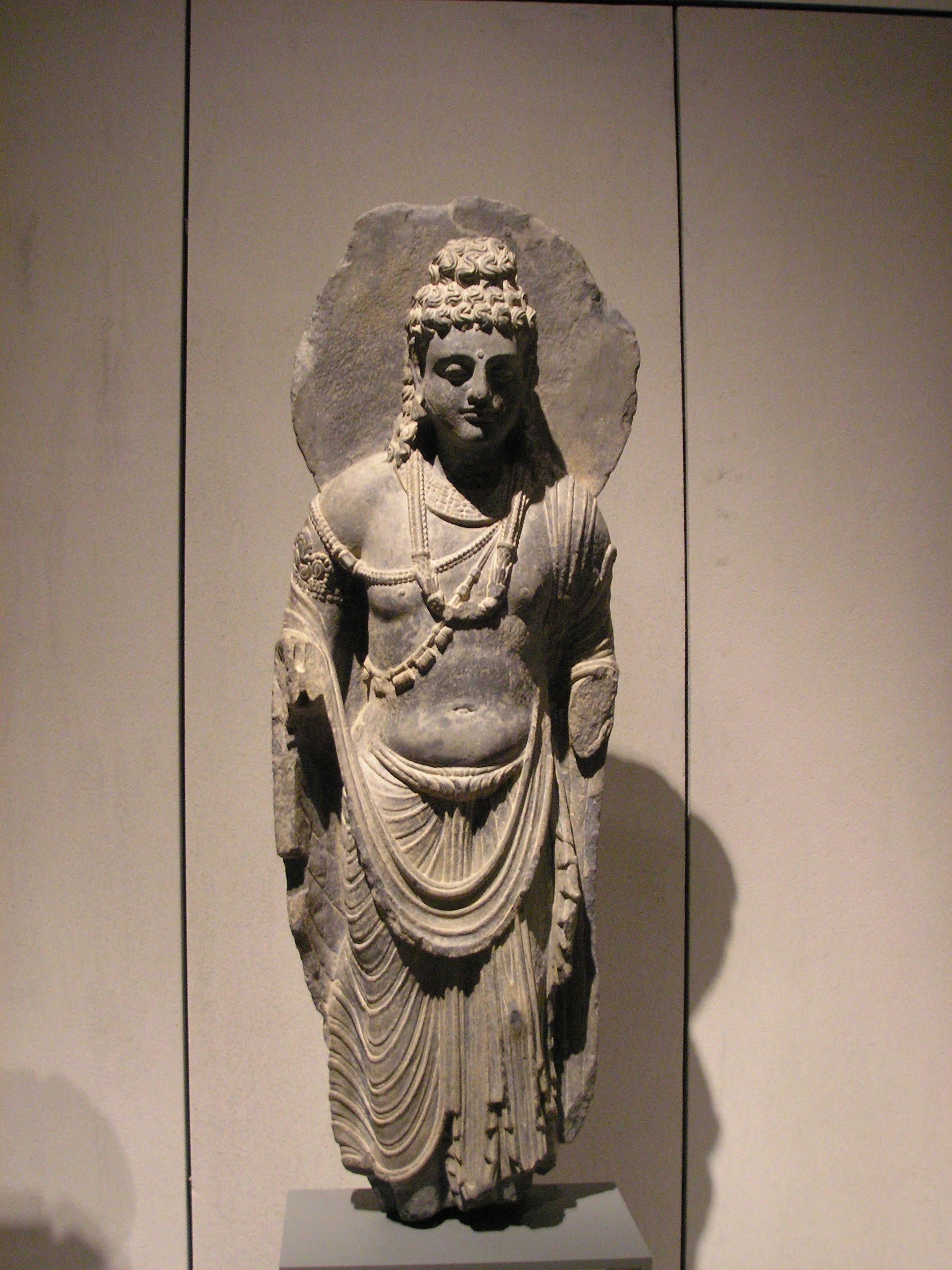
Bodhisattva. Gandhara, IIe – IIIe siècle. Schiste, H. 102 cm. Musée d'art asiatique de Berlin
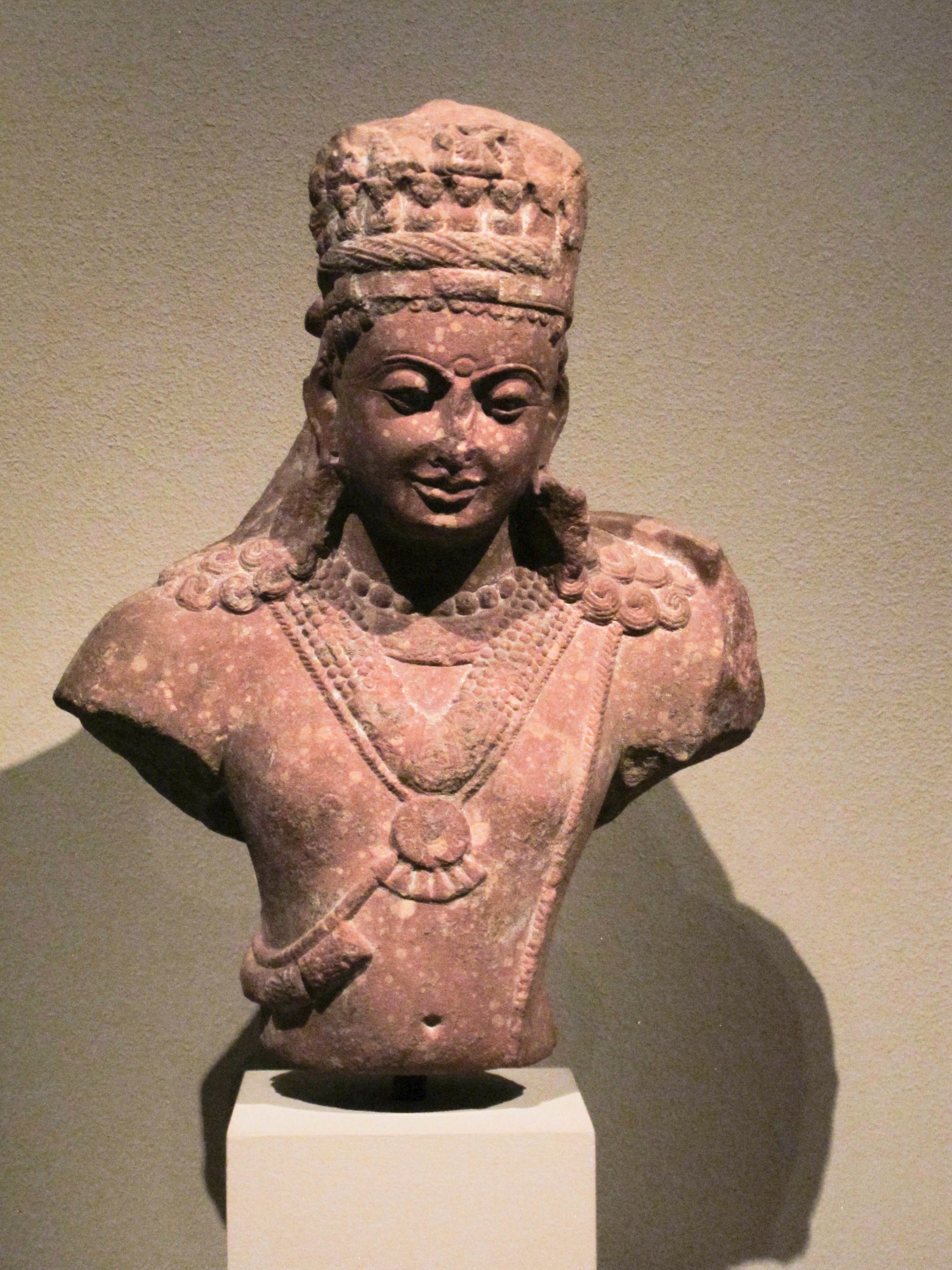
Buste d'un Bodhisattva. Mathura. Grès rose. Période Koushan, IIe – IIIe siècle. Metropolitan Museum of Art.
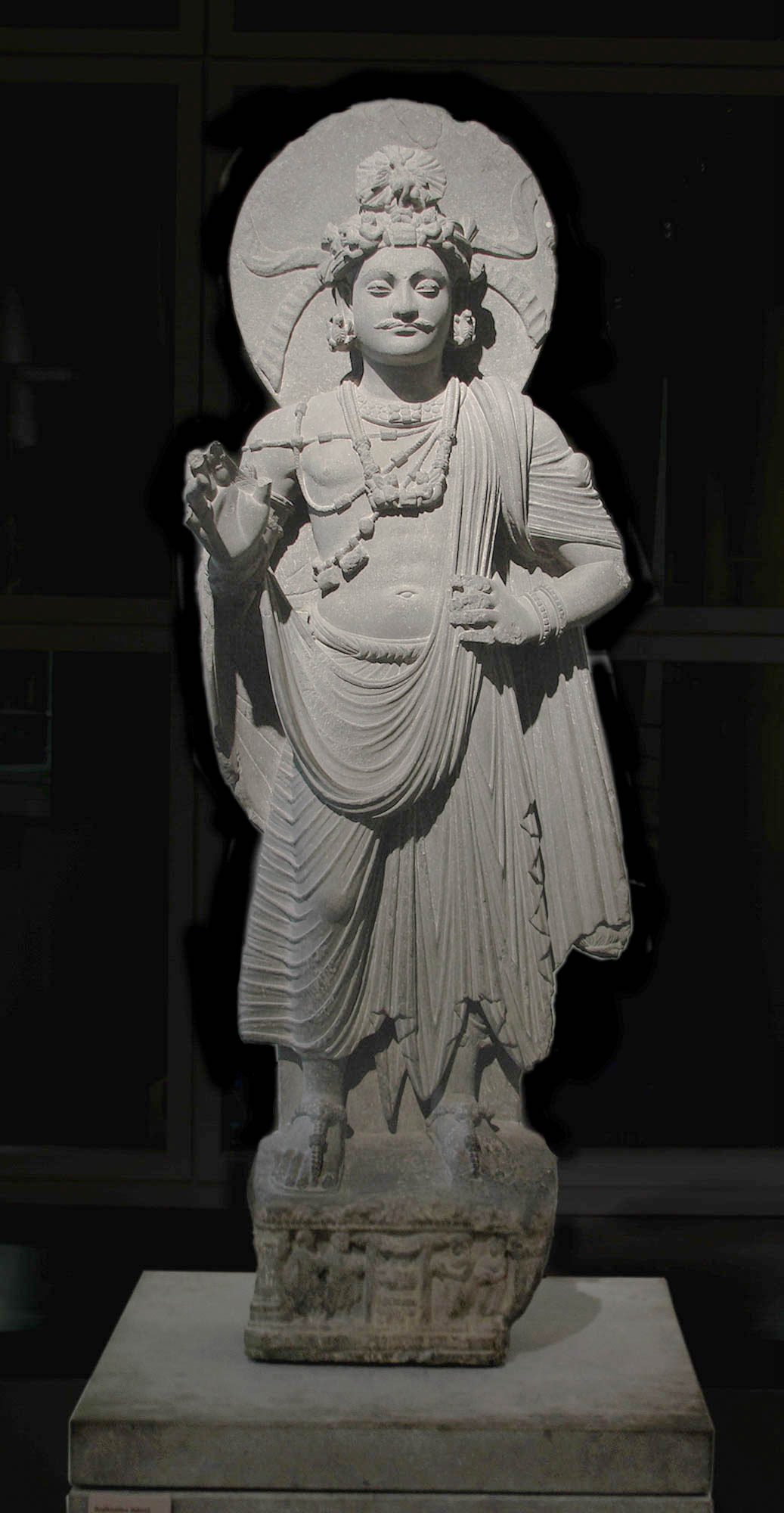
Bodhisattva Avalokiteshvara (ou le prince Siddhârtha Gautama), Shahbaz-Garhi, Ier – IIIe siècle. Schiste, H. 120 cm. Musée Guimet
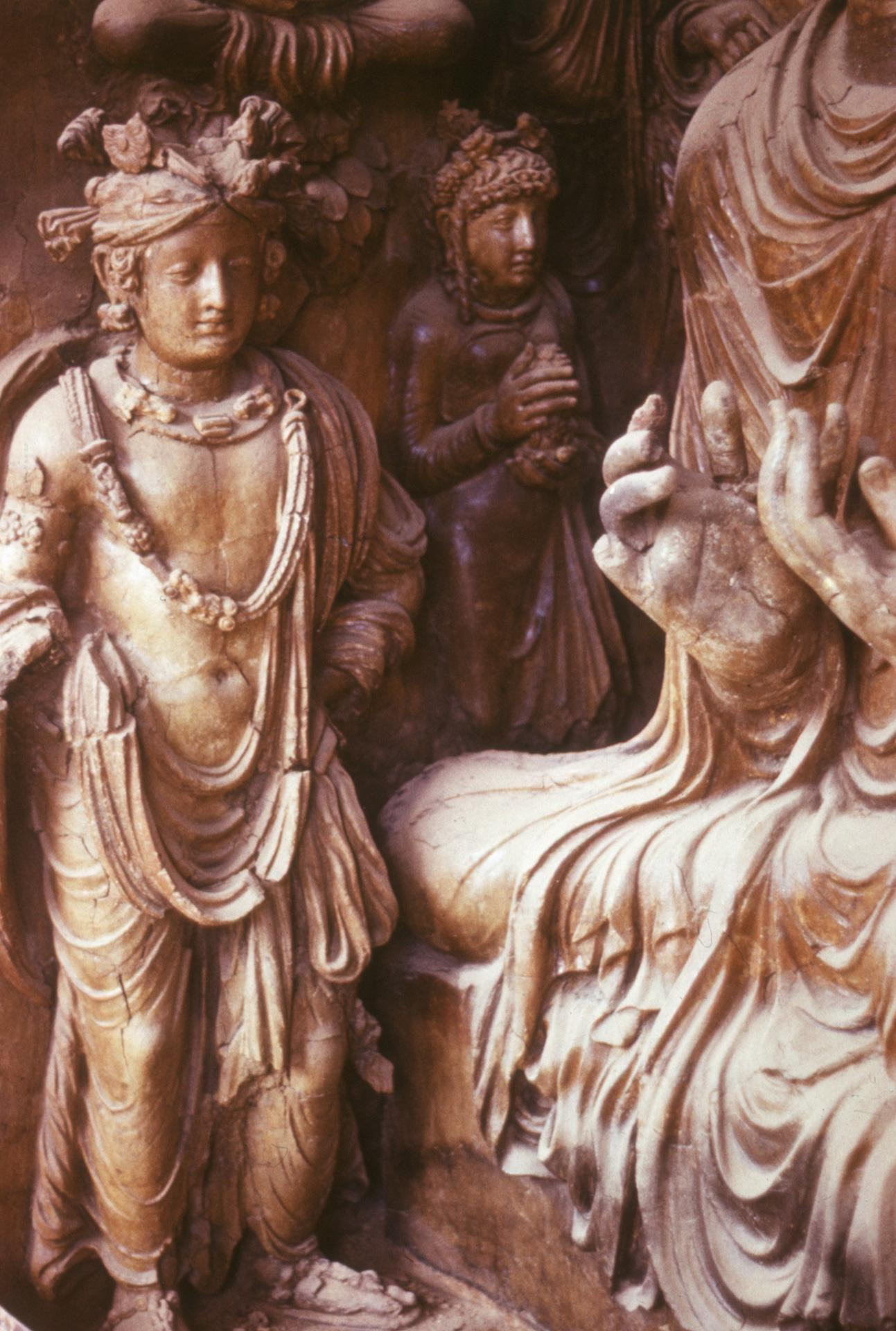
Bodhisattva et Bouddha prêchant. IVe – Ve siècle. Terre séchée, traces de polychromie. Stupa 26 de Tapé-Shotor, site de Hadda,1976 (détruit)
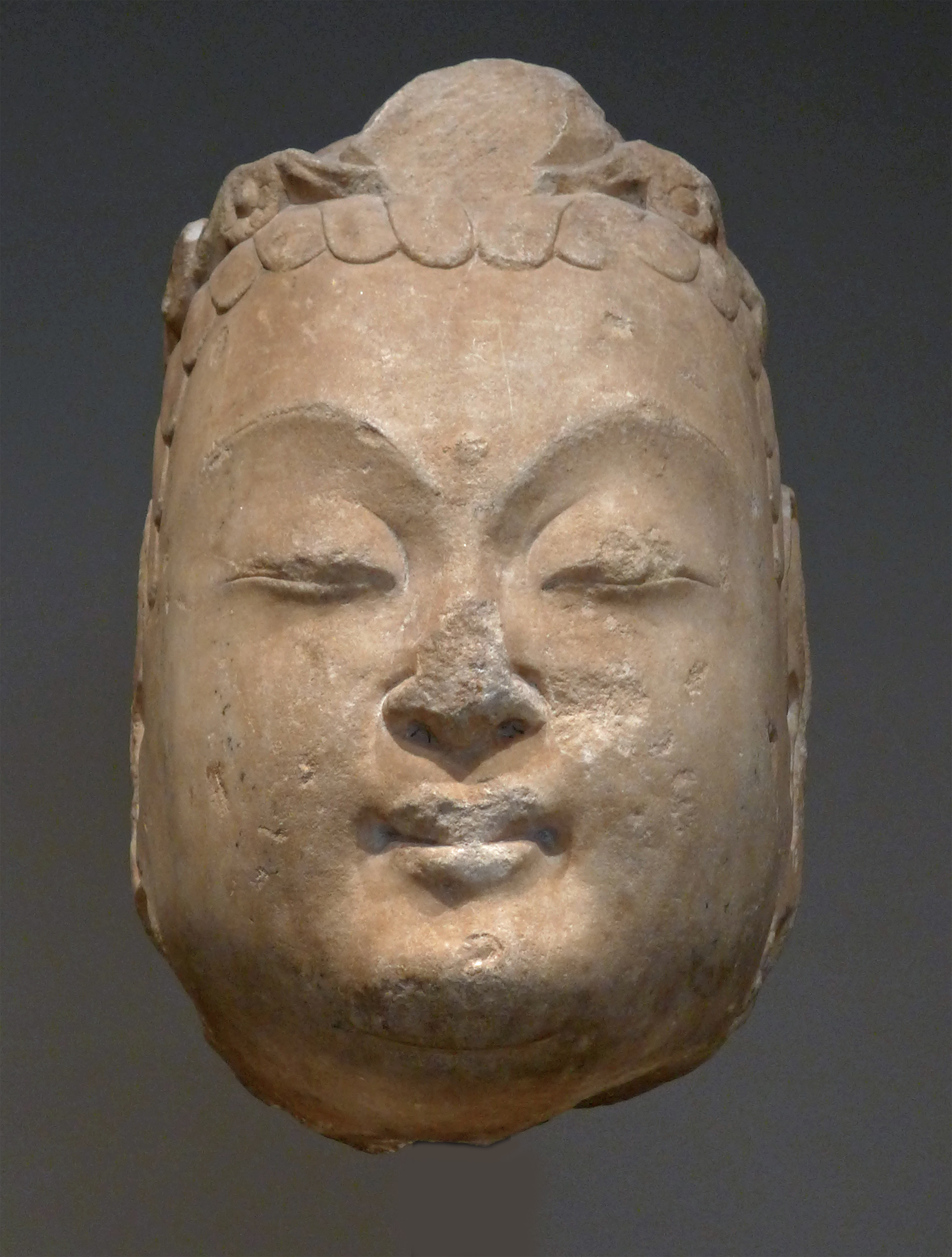
Tête de Bodhisattva, dynastie des Sui (581-618) - Musée Cernuschi (Paris)

## Le bodhisattva dans les différents courants

### Theravada
Dans le canon pali et les commentaires, le terme pali bodhisatta est utilisé pour désigner Siddhartha Gautama avant son éveil, ainsi que pour ses précédentes incarnations. La voie du bodhisatta n'est pas mentionnée comme un idéal plus grand ou une alternative à l'état d'arahant (comme c'est le cas dans le mahayana). Dans le Buddhavamsa (en) et le Chariyapitaka (en), qui mentionnent les bouddhas ayant précédé Gautama, l’état de bodhisattva est présenté de façon plus détaillée comme la voie empruntée par tous les Bouddhas du passé; le boddhisattva fait vœu de s'engager sur cette même voie, et ce alors même qu’ils étaient sur le point de s'éveiller. Car contrairement aux autres renonçants qui, eux, s’apprêtent à quitter le cycle des renaissances (saṃsāra), le bodhisattva choisit de continuer de se perfectionner pendant d’innombrables éons pour devenir un samyaksambuddha, seul être capable de remettre en mouvement la roue du Dharma, et donc de contribuer plus que qui que ce soit au salut universel. Néanmoins, comme l’a fait remarquer Walpola Rahula, dans le theravāda la voie de bodhisattva n’est envisageable que pour les êtres d’exception.
Ceux-ci semblent avoir été autrefois identifiés aux souverains, tout d’abord à Sri Lanka, puis à partir du VIIIe siècle en Birmanie et en Thaïlande. Le roi Mahinda IV (956-972) de Sri Lanka affirma même que seul un bodhisattva aurait le droit désormais de gouverner le royaume. Ce roi doit en principe pratiquer de façon éclatante les quatre vertus de don (dāna), de moralité (śīla), d'abstinence (samyama) et de retenue (dama). L’association des bodhisattvas avec la noblesse est reflétée dans leurs vêtements et parures tels qu'ils sont représentés dans l’iconographie indienne ; Gautama lui-même est né prince. Très rares sont donc les pratiquants du bouddhisme theravāda qui ont manifesté leur intention de devenir bodhisattva ; les seuls reconnus par ce courant sont les bouddhas du passé et Gautama dans leurs existences antérieures, ainsi que Maitreya, annoncé dans le Sûtra du Lotus comme futur Bouddha par Gautama lui-même.
Pour les pratiquants du théravāda, l’objectif du bodhisattva est irréaliste pour la plupart des gens et il est plus efficace que chacun se concentre sur son propre salut.
Il existe cependant un traité theravāda consacré à la voie du bodhisattva : le Traité des paramis de Dharmapâla (commentaire du Chariyapitaka du Khuddaka Nikāya). Au sein du canon pâli, le Chariyapitaka lui-même est considéré comme destiné aux bodhisattvas puisqu'il traite des dix paramis. Le terme de "mahâsattva" (grand être) est utilisé dans ces textes pour désigner certains bodhisattvas.

### Mahayana et Vajrayana
Les philosophes Nāgārjuna, Asanga et Chandrakīrti ont défini le mahāyāna comme la voie du bodhisattva, par opposition au hīnayāna, voie de l’auditeur (śrāvaka) ; la carrière de bodhisattva est pour eux de loin le meilleur choix. Dans le mahāyāna et le vajrayāna, chacun, même laïc, est encouragé à avoir pour but de devenir bodhisattva et peut prononcer des vœux à cet effet. Parfois révérés à l’instar de divinités, les bodhisattvas sont nombreux et jouent un rôle important dans les pratiques et la propagation de la Loi bouddhique. Plus accomplis encore que ceux du théravāda, ce sont des êtres de « bonté merveilleuse » qui, ayant porté à la perfection (pāramitā) la pratique du don (dāna) et de la sagesse (prajñā) durant de nombreuses existences, ont transcendé la dualité entre nirvana et samsara pour rester actifs dans le monde et aider l'ensemble des êtres à trouver leur délivrance. Les pratiquants du mahāyāna et du vajrayāna présentent souvent leur objectif (devenir bodhisattva pour sauver tous les êtres) comme plus altruiste que celui du théravāda (devenir arhat et n'aspirer qu'à son propre salut).

### Bouddhisme de Nichiren
Les « bodhisattvas sortis de la terre »(Bodhisattvas_of_the_Earth (en)), sont typiques et propres au Sūtra du Lotus, ils ne sont cités dans aucun autre sūtra. Dans le chapitre 15, “Surgis de terre”, le sol du monde saha (notre monde où vivent des êtres en proie à de multiples souffrances qu’ils doivent « endurer ») se met « à trembler et à s’entrouvrir » ; ils apparaissent en nombre infini, tous ayant été convertis par le Bouddha, qui décrète, au chapitre 21, leur mission de protéger aussi bien le texte du Sūtra du Lotus que ses pratiquants dans leur œuvre de propagation, particulièrement « dans les temps qui suivront son entrée dans l’extinction », à l’époque de la Fin de la Loi. Guidant cette multitude, quatre de ces bodhisattvas sortis de la terre se distinguent.
Selon Nichiren, même si le Sūtra du Lotus, comme tous les sūtras le précédant, devenait sans effet à l’époque de la Fin de la Loi, « la Loi de Nam-myōhō-renge-kyō, présente dans les profondeurs du chapitre 16, “Durée de la vie de l’Ainsi-venu”, se propagera pour apporter des bienfaits à tous les êtres humains »
En annonçant la manifestation des bodhisattvas sortis de la terre, Nichiren pense particulièrement à la mission du bodhisattva Visistacaritra (en) (Jōgyo, Conduite-supérieure) auquel il va s’identifier.

## Le chemin du bodhisattva
Différents textes décrivent les étapes, appelées bhumi (terres, terrains, ou mondes intérieurs d'un humain qui expriment ses différents états d'esprit), que doit franchir un aspirant bodhisattva pour arriver à l’état de bouddha. Le Budhavamsa de la littérature pali envisage un stade de préparation, puis trois grandes étapes de plusieurs éons chacune. Dans le monde chinois, le Soûtra des dix terres de Vasubandhu décrit les dix étapes vers l'état de bouddha, et le Gandavyuha Sutra cinquante-deux. Tous deux sont intégrés à l'Avatamsaka Sutra dont ils constituent la section Rùfǎjièpǐn (《入法界品》).
La version la plus répandue est celle des dix étapes, précédées de deux phases préliminaires d’accumulation de mérites et de préparation. Chacune des six premières étapes est associée à une perfection (pāramitā) qui doit être maîtrisée : générosité (dāna), vertu (śīla), patience (kşānti), effort (vīrya), méditation (dhyāna), et enfin sagesse (prajñā). À ce stade, le bodhisattva transcende la différence entre nirvana et samsara. Il parfait à la septième étape le don de moyens habiles upaya kaushalya (upāya kauśalya pāramitā) lui donnant plus d'efficacité dans son travail de guide vers l'éveil spirituel. Aux huitième et neuvième étapes, il pratique la perfection de vœu (praṇidhāna pāramitā) et celle de la force (bala pāramitā), possède déjà un corps dharmique (dharmakāya) qui lui permet de sauver les êtres sous différentes formes en différents endroits. À la dixième étape il pratique la sapience (jñāna pāramitā) et devient alors buddha.

## Les vœux de bodhisattva
Pour devenir bouddha, arhat ou bodhisattva, il faut en avoir exprimé le vœu lors d'une existence antérieure. Les pratiquants du mahāyāna et du vajrayāna prononcent couramment des vœux de bodhisattva. Concrètement, ils s’engagent à respecter un certain nombre des nombreuses recommandations et interdictions proposées par l’éthique bouddhiste. Le nombre imposé dépend des traditions et du statut du pratiquant ; il est normalement moins important pour les laïcs que pour les moines (bhikkhu) ou nonnes (bhikkhuni). Les règles à ne pas enfreindre sous peine de perdre pour de nombreuses existences les bénéfices spirituels permettant de s’engager dans cette voie sont appelées vœux principaux (ou vœux-racines dans le vajrayāna). Elles sont complétées par des vœux mineurs dont le non-respect diminue les mérites, mais à un degré moindre. Il en existe différentes listes comportant de nombreux points communs, particulièrement en ce qui concerne les principales règles, dont les dix premières sont presque identiques aux préceptes généraux du bouddhisme. Les règles secondaires à l'attention des pratiquants laïques peuvent être culturellement spécifiques, comme l'interdiction de l'élevage du ver à soie en Chine.
La formulation des vœux s’inspire de différents textes, parmi lesquels on peut citer :
- Le Brahmajala Sutra (Soutra du filet de Brahmā), (sk. Brahmājālasūtra, ch. Fànwǎng jīng 《梵網經》) traduit en chinois par Kumarajiva (Kumārajīva) vers 400, qui contient une liste de dix vœux principaux et quarante-huit vœux mineurs, texte très influent dans le bouddhisme chinois et le bouddhisme japonais ;
- Les sūtras mentionnant les vœux de bodhisattvas célèbres comme Ksitigarbha (Soutra du vœu de Dizangwang 《地藏菩薩本願經》), Samantabhadra (Avatamsaka Sutra, ch. Huáyánjīng 《華嚴經》) ou le futur Amitabha (Grand Sukhāvatī-vyūha Sūtra 《無量壽經》) ;
- Le Mahāparinirvāna sūtra (《大般涅槃經》), le soutra du maintien de la terre de bodhisattva (sk. Bodhisattvabhūmidharasūtra, ch. Púsà dìchí jīng 《菩薩地持經》), le soutra du collier en pierres précieuses du bodhisattva (ch. Púsà yīngluò jīng 《菩薩瓔珞經》) et le soutra des disciplines pour les bouddhistes laïques, (sk. Upāsakaśīlasūtra, ch. Yōupósài jièjīng 《優婆塞戒經》) .
- Le Bodhisattvabhūmi, écrit vers 300 par Asanga, dont les dix-huit vœux racines et les quarante-six vœux mineurs sont encore en vigueur dans les traditions gelugpa et kagyupa du bouddhisme tibétain ;

À titre d’exemple, les dix vœux principaux du Soutra du filet de Brahmā sont :
1. Ne pas tuer ;
2. Ne pas voler ;
3. Ne pas commettre l’acte sexuel adultère;
4. Ne pas déformer la vérité ;
5. Ne pas vendre de l’alcool ;
6. Ne pas parler des fautes des bouddhistes ;
7. Ne pas se vanter ni dire du mal d’autrui ;
8. Ne pas être avare de la richesse ni de l'enseignement ;
9. Ne pas être en colère ni refuser les excuses des autres ;
10. Ne pas blasphémer les Trois Joyaux (Bouddha, Dharma et Sangha).

Dans les courants chán et zen, les bouddhistes prononcent souvent les Quatre Vœux incommensurables suivants (Sìhóngshìyuàn 四弘誓願) :
- Je fais vœu de délivrer tous les êtres quoiqu'ils soient innombrables, (Zhòngshēng wúbiān shìyuàn dù 众生无边誓愿度) ;
- Je fais vœu d'éliminer tous les égarements bien qu'ils soient incalculables, (Fánnǎo wújìn shìyuàn duàn 烦恼无尽誓愿断）;
- Je fais vœu d'étudier tous les enseignements, bien qu'ils soient illimités, (Fǎnmén wúliàng shìyuàn xué 法门无量誓愿学) ;
- Je fais vœu de parvenir à l'état du bouddha bien qu'il soit incomparable, (Fódào wúshàng shìyuàn chéng 佛道无上誓愿成).

Les vœux de bodhisattva ont connu un grand succès en Chine à partir des Song. Ils pouvaient en effet être pris par des laïcs ou des personnes tenues par le vinaya à l'écart de la vie monastique, comme « les hermaphrodites, les personnes trop sensuelles, les dieux et les démons ». On pensait en effet que, à travers les préceptes du bodhisattva, le panthéon mahyanna permettait de se libérer plus rapidement et plus efficacement du mauvais karma que les techniques du Hinayana, moins effectives. Un commentaire chinois précise d'ailleurs que les préceptes du bodhisattva « nettoient instantanément les mauvais karmas dont on se repent, contrairement aux préceptes sravakanistes qui impliquent [toujours] des étapes déterminées (…) ».

## Principaux bodhisattvas

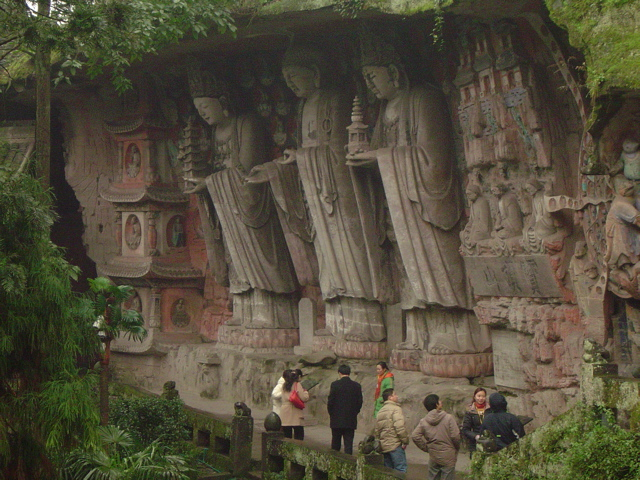
Dazu (Chine) : trois statues inclinées de 7 m de hauteur, représentant trois bodhisattvas tenant une pagode à la main (celle du centre a disparu).

Un véritable culte leur est rendu, s'étendant quelquefois au-delà du domaine proprement bouddhique, particulièrement en Chine où quatre d'entre eux (Manjushri, Kshitigarbha, Samantabhadra et Avalokiteshvara) ont une nature double de bodhisattva et de divinité de la religion populaire. Les lieux terrestres où ils sont réputés avoir atteint l'illumination, appelés bodhimandas, deviennent souvent des buts de pèlerinage, comme Bodh-Gaya où se situe l'arbre de la bodhi, que sont les quatre monts bouddhistes de Chine.
Les Huit Grands Bodhisattvas (aṣṭamahābodhisattva) appelés souvent mahâsattva en sanskrit, particulièrement vénérés par des pratiquants du bouddhisme mahāyāna sont les suivants :
- Manjushri, « Doux et Noble », « À l'éclat charmant ». Toujours jeune, il porte le glaive, avec lequel il tranche l'ignorance, et le sūtra de la Prajñāpāramitā. Il représente les qualités de sagesse et de connaissance.
- Samantabhadra « Entièrement Excellent », « Auspicieux », il représente la vérité ultime et est souvent associé à Mañjuśrī.
- Avalokiteshvara (Chenrézig en tibétain, Kannon en japonais, Guanyin en chinois), « Celui qui regarde vers le bas avec compassion ». Il représente la compassion d'Amitabha.
- Mahasthamaprapta, « celui qui a acquis une grande force », ou Vajrapani, le « porteur de vajra », forme tantrique de Mahāsthāmaprāpta. Parfois appelé Seigneur des Secrets, il est le maître des « méthodes habiles » (Upāya).
- Akashagarbha « Matrice de l'espace », « Corbeille de vacuité ».
- Kshitigarbha, « qui a la terre pour matrice », qui a fait vœu de ne devenir bouddha que lorsque l'enfer sera vide.
- Sarvanivarana-Vishkambhin, « Celui qui écarte tous les obstacles ».
- Maitreya, « l'amical », « celui qui est amour bienveillant ». Son teint est doré; il est coiffé d'une couronne ou d'un diadème, avec souvent un stupa dans la coiffure. Il tient un lotus ou un flacon d'ambroisie. Selon le Sutra du Lotus, Maitreya deviendra bouddha après Shakyamuni [Note 2]. En revanche, il ne sera pas le dernier bouddha[16].

Avalokiteśvara, Vajrapāni et Mañjuśrī ont au Tibet un rôle particulier de patron (riksum gonpo, « les Protecteurs des Trois Familles »).

## Traités sur le bodhisattva
L'importance de l'idéal du bodhisattva dans le Mahâyâna et le bouddhisme tibétain se reflète dans le fait que des traités (shastra (en)) soient consacrés aux bodhisattvas. Citons notamment le Bodhicaryāvatāra de Shantideva (vers 685-763) ou les Trente-sept stances sur la pratique des Bodhisattvas de Thokmé Zangpo (1295-1369).

## Iconographie
Les bodhisattvas historiques ont souvent, dans l'iconographie, une allure et un port princiers : parés de bijoux (treize ornements en principe, dont collier, bracelets, boucles d'oreille, ceinture…), ils portent le pagne, le diadème, quelquefois le cordon brahmanique. Ils sont souvent représentés assis, dans les attitudes « d'aisance » ou de « délassement royal » (une jambe repliée sur le siège, l'autre pendante). Une grande finesse, et une apparence féminine les caractérisent. Souvent ils tiennent un lotus dans la main droite. Certains arborent ont un haut chignon, et l'urna sur le front. Dans leur coiffure, ils peuvent porter l'effigie du Jina (Bouddha) dont ils dépendent ou dont ils sont l'émanation (bouddhisme tantrique). Ainsi, Avalokiteshvara porte-t-il l'effigie d'Amitabha.

## Galerie

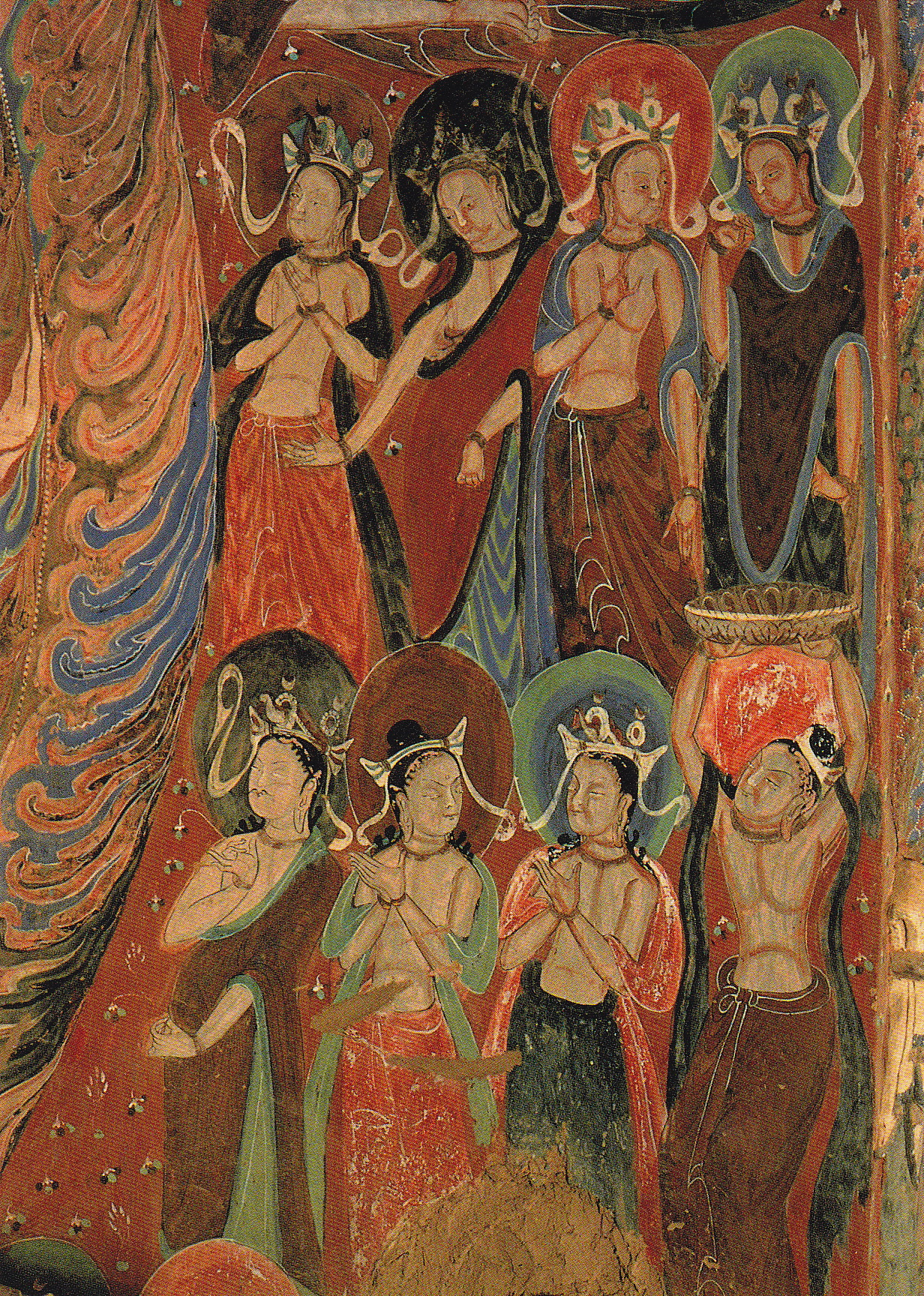
Bodhisattvas. Peinture murale. Chine, VIe siècle.
Akashagarbha. Japon, IXe siècle.
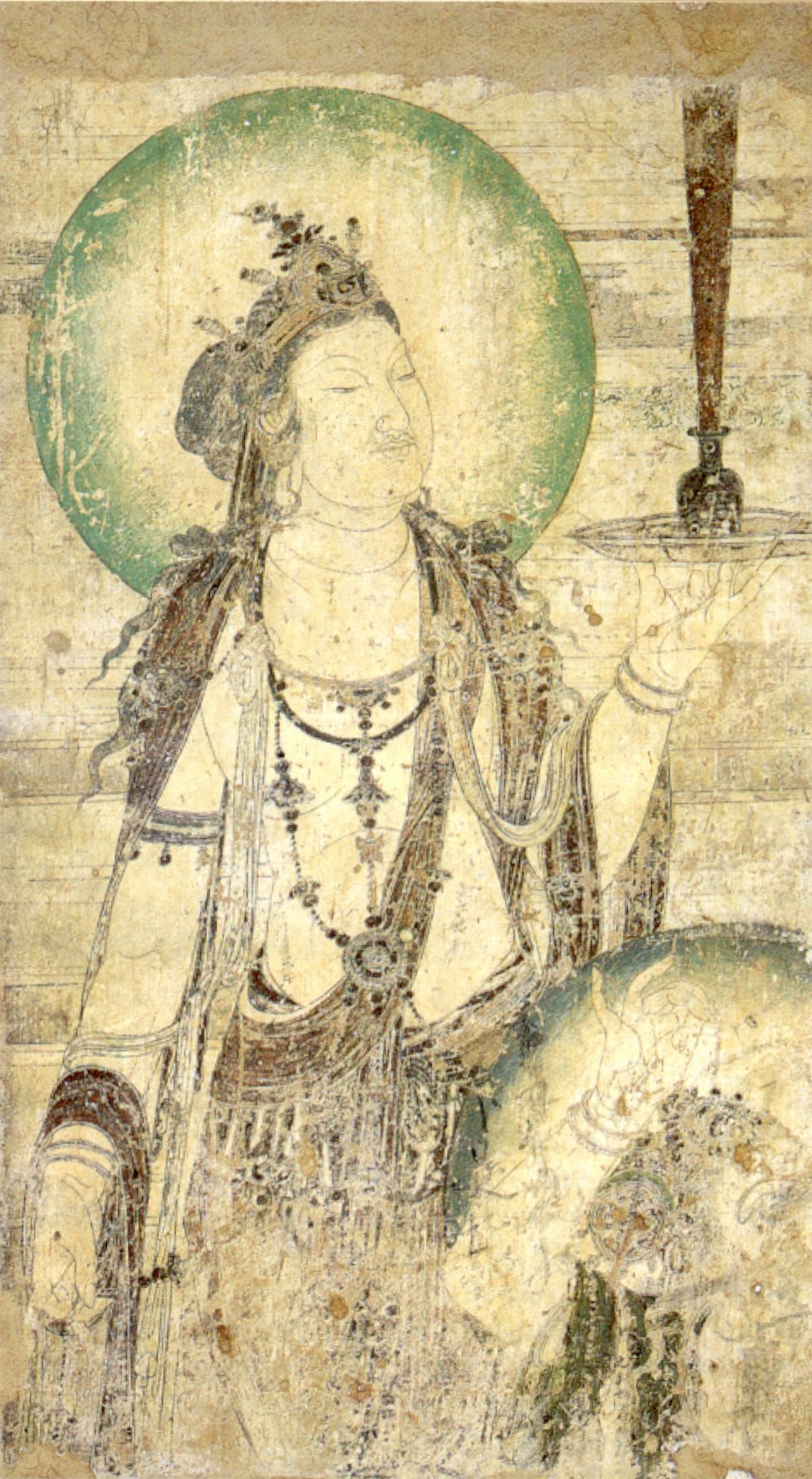
Bodhisattva. Peinture murale. Chine Xe siècle.
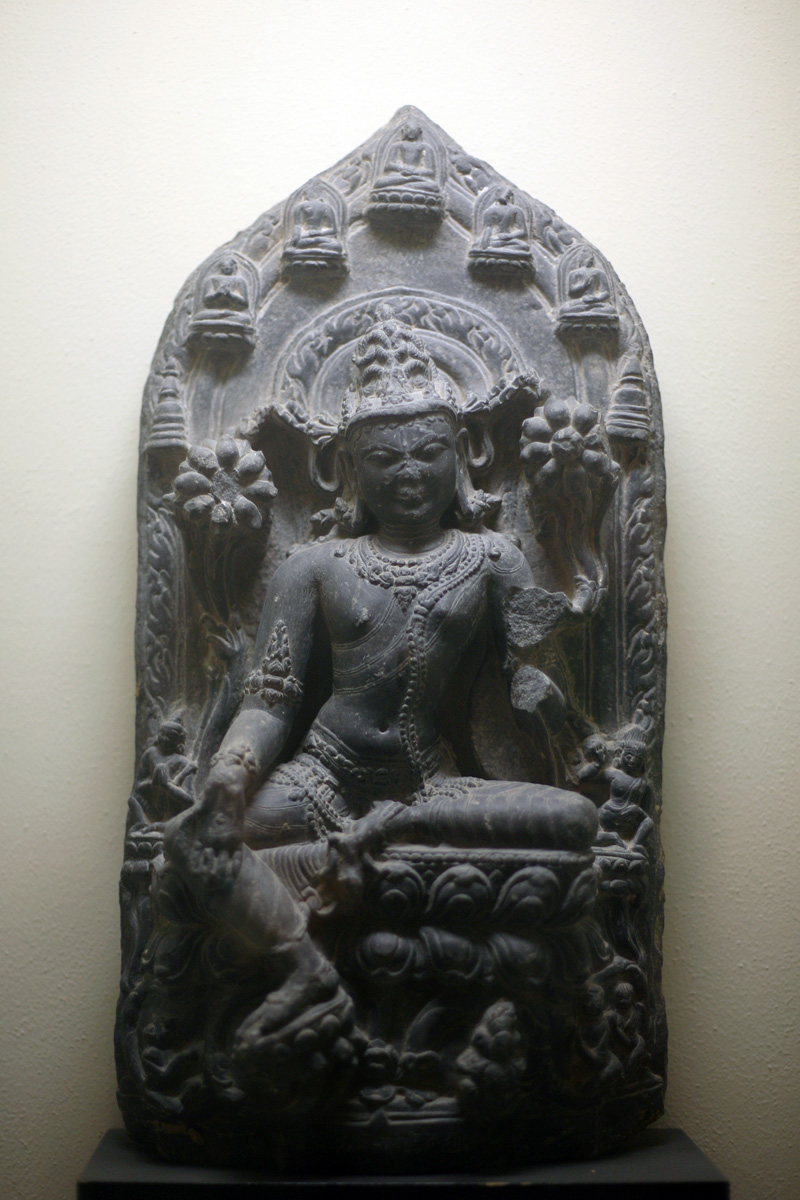
Avalokiteshvara Bodhisattva. Inde, XIe – XIIe siècle.
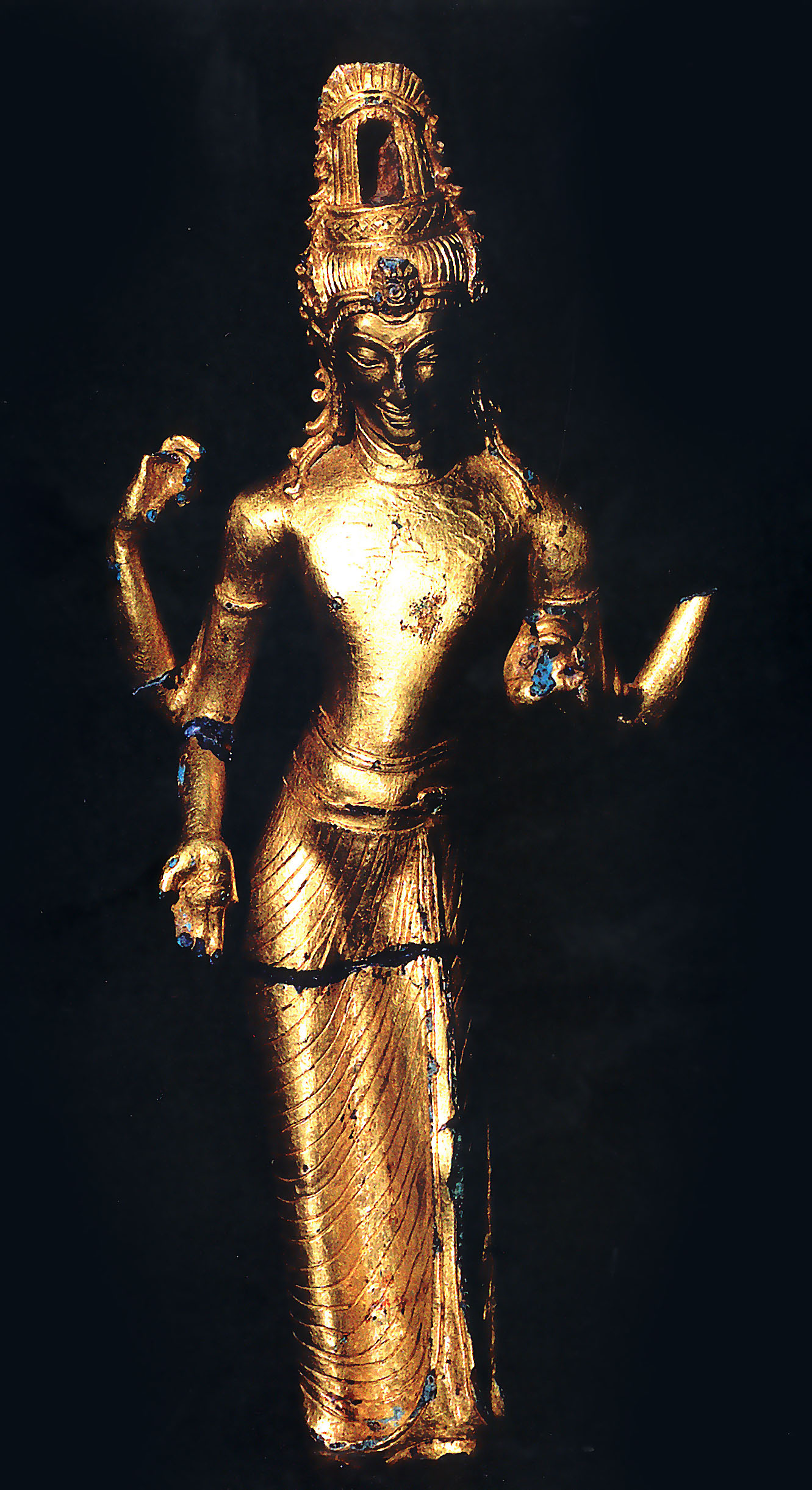
Statue de bronze d'Avalokitesvara, Jambi, Sumatra, Indonésie.
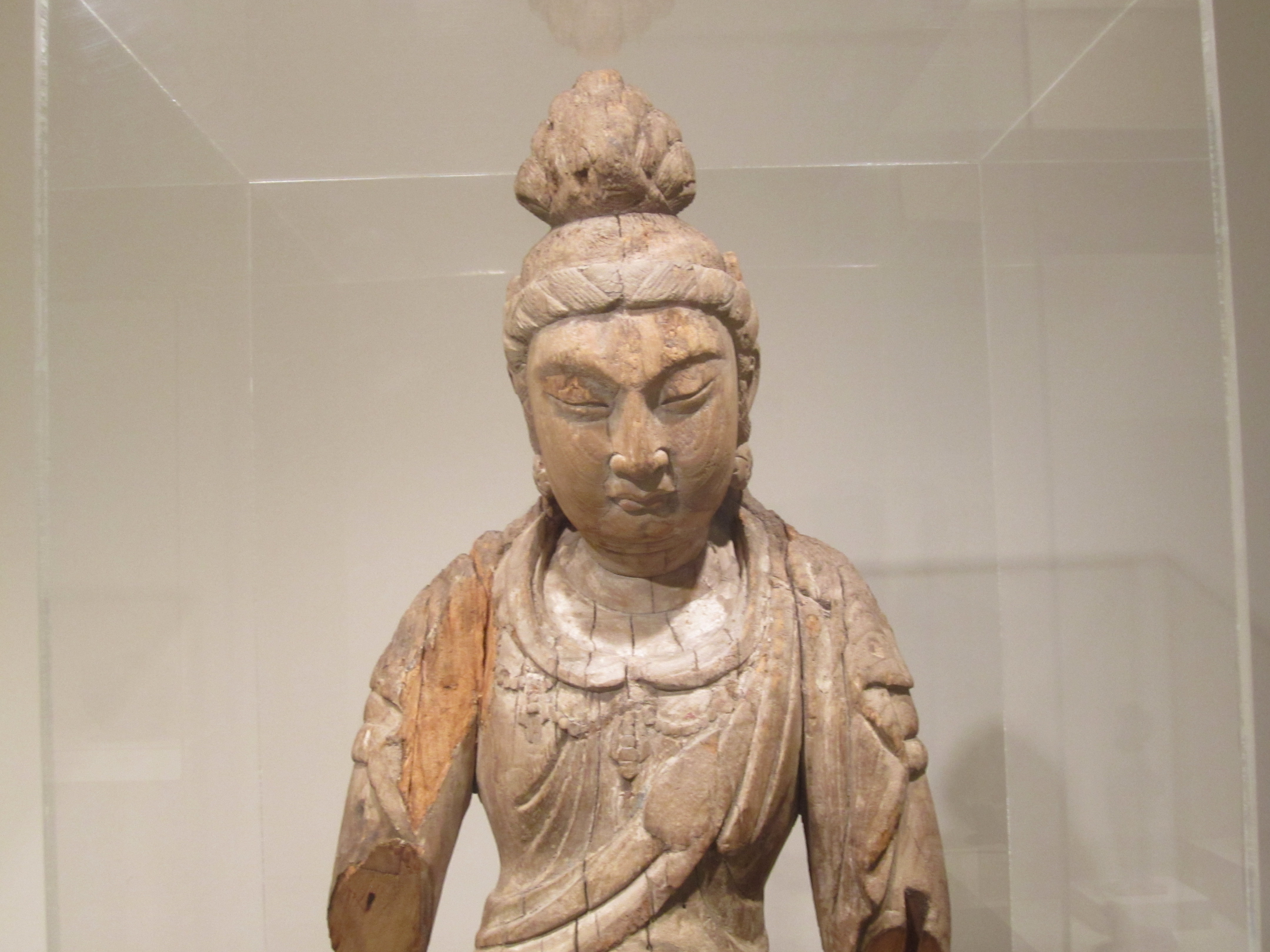
Statue de bodhisattva (pre-1234). Musée de Brooklyn.
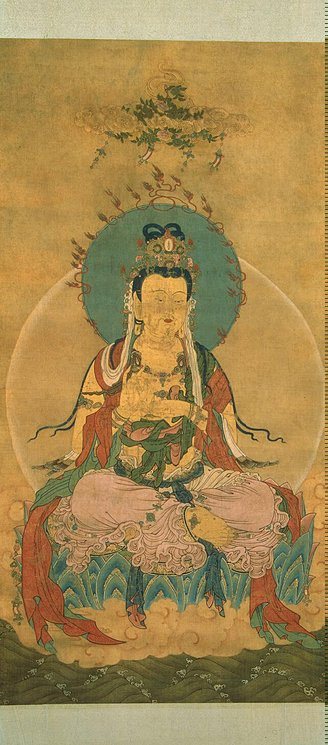
Mahasthamaprapta. Chine, XIIIe siècle.
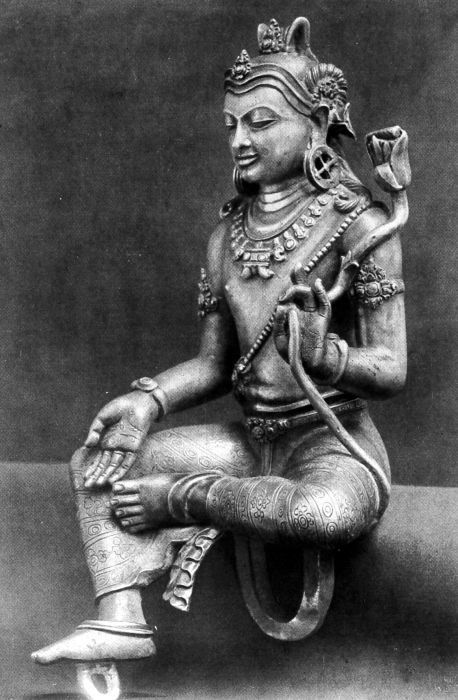
Statue de Manjushri. Java, IXe siècle.
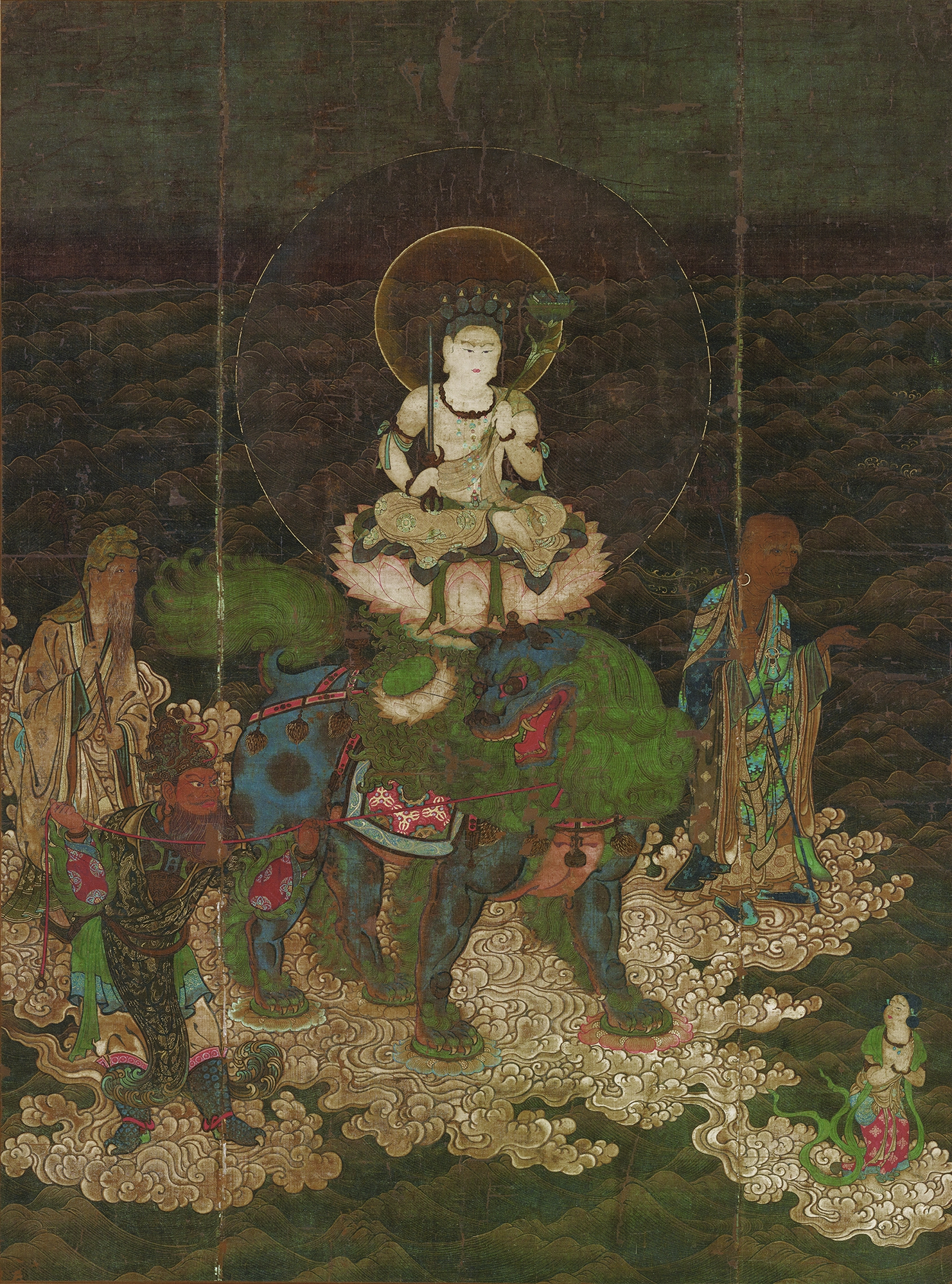
Manjushri traversant la mer. Japon, XIVe siècle.
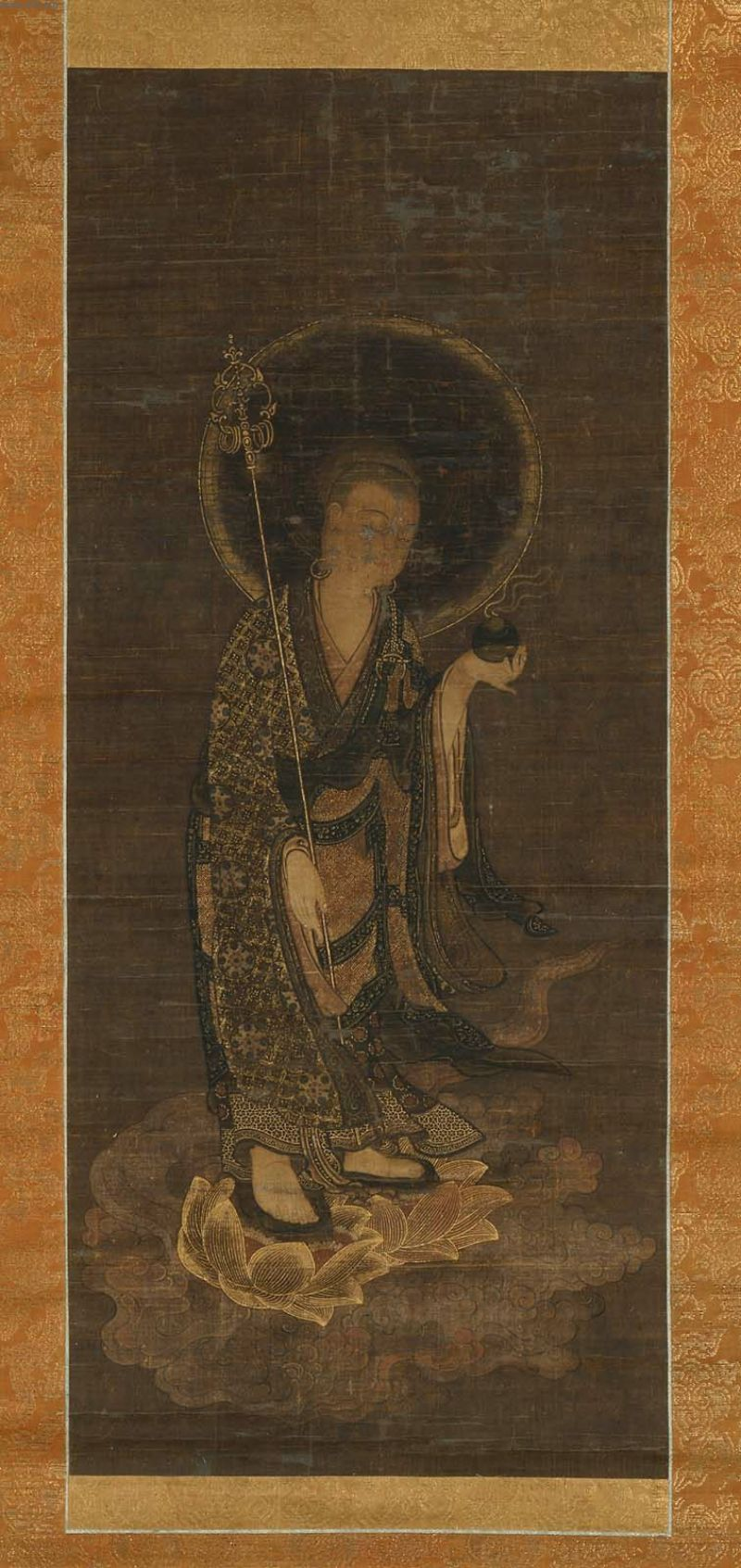
Kshitigarbha. Japon, XVe siècle.
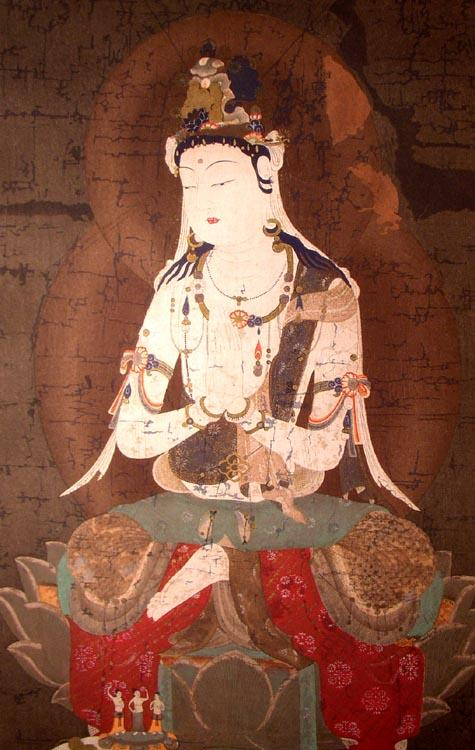
Samantabhadra. Japon.
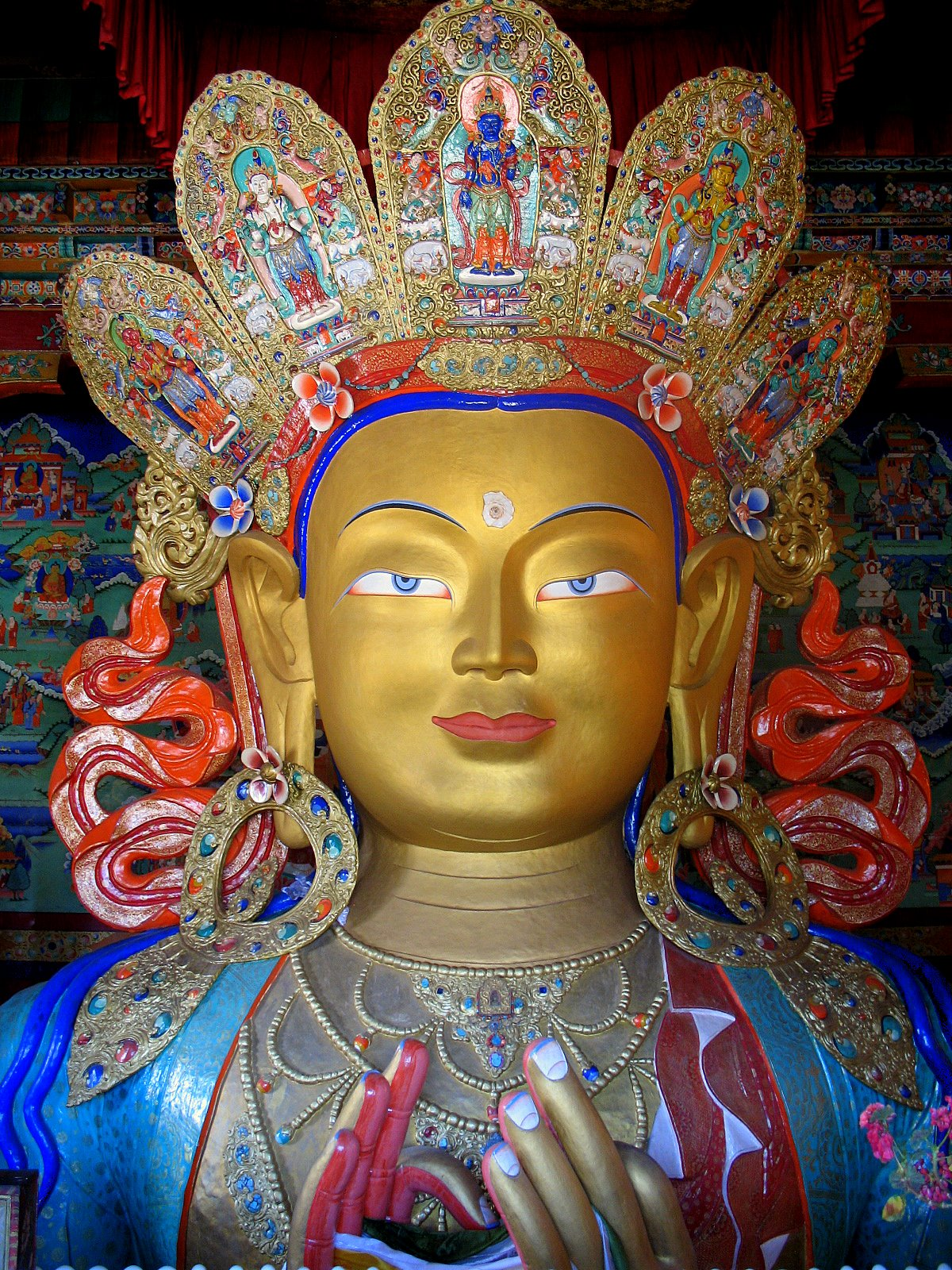
Maitreya. Thiksey, Ladakh, Inde.

## Dans la littérature contemporaine
Colin Thubron décrit dans son récit de voyage, L'ombre de la route de la soie, les bodhisattvas comme étant : « […] ces êtres bénis qui ont retardé leur entrée dans le nirvana afin de sauver les autres […] ».